# Історія Гібралтару

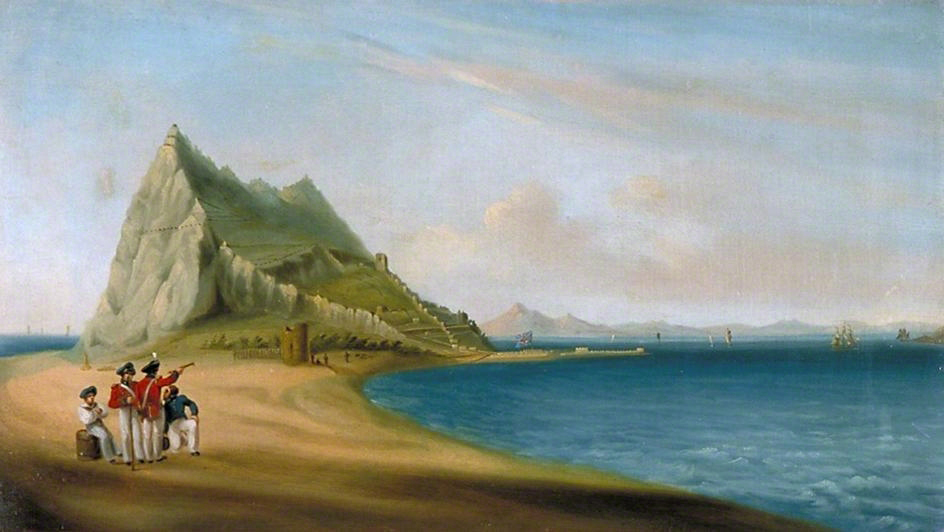
«Вид на Гібралтар з півночі, з боку іспанських ліній» Джона Мейса (1782)

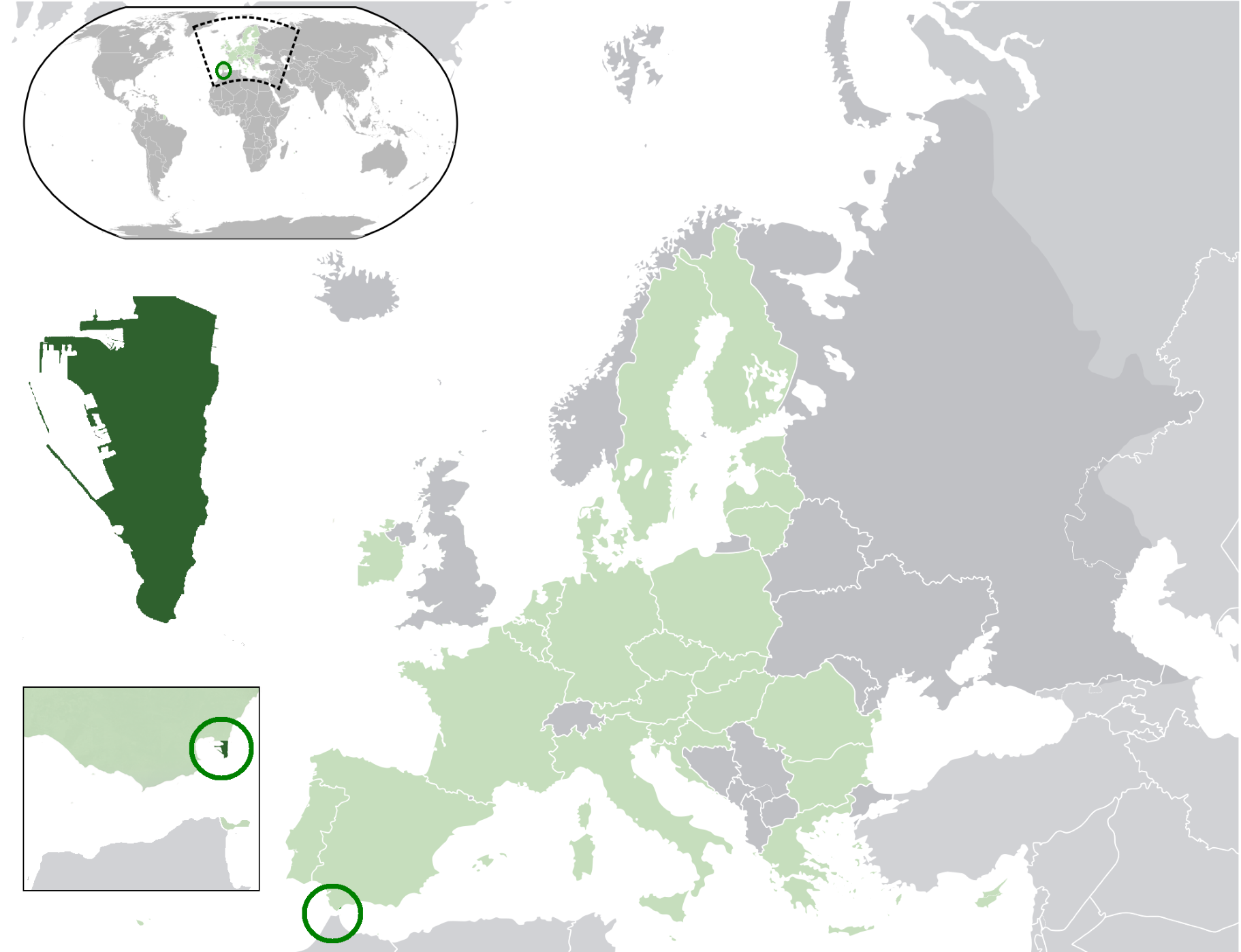
Гібралтар на півдні Піренейського півострова

Істо́рія Гібралта́ру, невеликого півострова на півдні Піренейського півострова поблизу протоки, яка з'єднує Середземне море з Атлантичним океаном, налічує понад 3000 років. За цей час півострів перетворився з давнього місця поклоніння в одне з найбільш укріплених місць Європи, за володіння яким велися запеклі бої. Місто, яке виникло тут у Середньовіччі, неодноразово переживало облоги і штурми упродовж декількох століть.
Гібралтар був вперше заселений понад 50 000 років тому неандертальцями і, можливо, є одним з останніх місць, де вони мешкали, перш ніж зникнути приблизно 24 000 років тому. Письмова історія Гібралтару починається близько 950 року до н. е., коли поблизу оселилися фінікійці. Карфагеняни і римляни підносили тут молитви Геркулесу, вівтар якого, як передбачається, був влаштований на вершині Гібралтарської скелі, яка вважається одним із двох Геркулесових стовпів.
Гібралтар став частиною Вестготського королівства невдовзі після падіння Римської імперії, а потім у 711 році опинився під владою маврів. Вони, заснувавши тут перше постійне поселення, дали скелі назву Джебель Тарік (араб. جبل طارقجبل طارق — «Гора Таріка»), з якої згодом утворилася сучасна назва «Гібралтар». Християнське Кастильське королівство в 1309 році анексувало півострів, але в 1333-го знову віддало його маврам. Повернути Гібралтар вдалося тільки в 1462 році, коли він став частиною єдиного Іспанського королівства. Під владою Іспанії він залишався до 1704 року.
Під час Війни за іспанську спадщину англо-голландський флот, який виступав на боці Священної Римської імперії, завдав поразки іспанцям, і за Утрехтським мирним договором 1713 року Гібралтар відійшов Великій Британії.
Іспанія не полишала спроб повернути контроль над Гібралтаром, який Велика Британія оголосила коронною колонією. Але ні військові, ні дипломатичні, ні економічні заходи результату не дали. Гібралтар пережив облоги і сильні бомбардування під час трьох воєн між Іспанією і Великою Британією, але кожного разу вдавалося відбити напад. Остання облога у XVIII столітті стала чотирнадцятою за рахунком за 500 років.
Після Трафальгарської битви Гібралтар став основною базою в Піренейських війнах. У XIX і XX століттях колонія швидко розросталася, перетворюючись у найважливіше володіння Великої Британії на Середземномор'ї. Вона була ключовим портом для кораблів, які пливуть в Індію через Суецький канал. Тут до кінця XIX століття з'явилася дорога військово-морська база, яка стала основою гібралтарської економіки.
Приналежність Гібралтару британцям забезпечила союзникам контроль над входом у Середземне море під час Другої світової війни. Сили Німеччини, Італії і Вішістської Франції неодноразово атакували півострів, але без особливого успіху. Іспанський диктатор Франко не прийняв план нацистів окупувати Гібралтар, але після війни знову пред'явив претензії на цю територію.
У ході загострення спору Іспанія з 1969 по 1985 рік закрила кордон з Гібралтаром, перерізавши всі сполучення з півостровом. Іспанську позицію підтримували країни Латинської Америки, але Велика Британія і самі гібралтарці її не приймали. Обговорення статусу Гібралтару тривало, але до жодного рішення Британія та Іспанія прийти не змогли.
З 1985 року Гібралтар переживає значні зміни. У результаті скорочення британських сил на півострові, який більше не розглядається як важливий військовий об'єкт, змінилася структура економіки колонії. Тепер її основу складають туризм, фінансові послуги, обслуговування морських шляхів та інтернет-казино. Здебільшого Гібралтар користується внутрішнім самоуправлінням, має власний парламент і уряд. Велика Британія відповідає за оборону півострова і міжнародну політику. Завдяки успішній економіці Гібралтар є однією з найбагатших територій Європейського союзу.

## Географічний опис
Історія Гібралтару відображає його стратегічне розташування — на вході в Середземне море. Цей витягнутий півострів облямовує зі сходу Гібралтарську затоку, на протилежному березі якого, приблизно за 6,5 км на захід, знаходиться іспанське місто Альхесірас. З півдня півострів відділений від північноафриканського Марокко Гібралтарською протокою шириною 24 км. Таке положення робить Гібралтар вигідним місцем для стоянки кораблів та контролю за переміщеннями через протоку. З військової точки зору кількість місць, що мають подібне значення, вкрай невелика.
Площа півострова становить всього 6,7 км². Велику частину суші займає Гібралтарська скеля, що має круті схили і піднімається на висоту 426 м. Місто Гібралтар розташоване біля її підніжжя на західному узбережжі півострова. Півострів з'єднаний з материком вузьким піщаним перешийком. Північний схил скелі є практично вертикальною стіною заввишки 396 м, що нависає над перешийком. Єдиний шлях до міста — берегова піщана смуга шириною близько 350 м, яка до насипання ґрунту впродовж XX століття мала ще меншу ширину.
Географія Гібралтару визначила його природні оборонні переваги. Північний і східний схили скелі практично неприступні, відносно рівний простір навколо мису Європа оточений скелями заввишки до 30 м. Єдине придатне для будівництва поселення місце — західна частина півострова, але навіть тут схил досить крутий, щоб створити перевагу в обороні. Ці фактори протягом багатьох століть забезпечували Гібралтару величезне військове значення.

## Доісторичний час

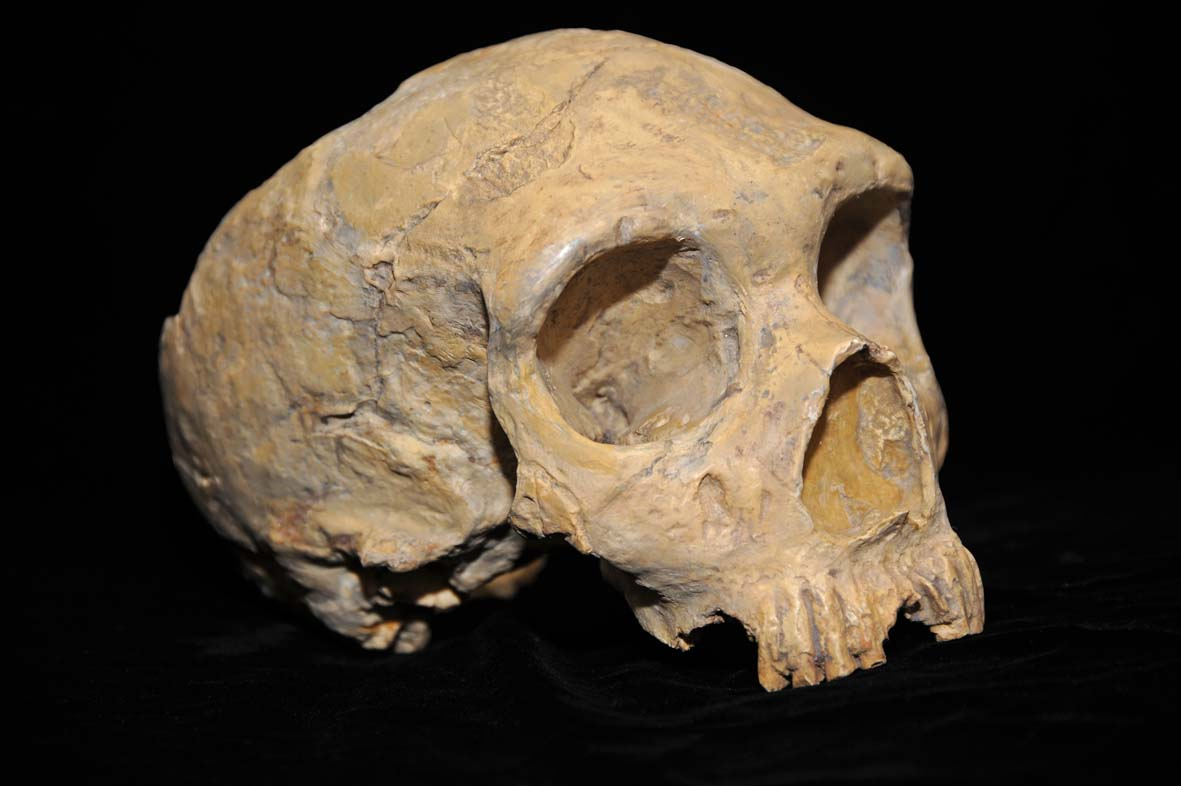
Череп неандертальця, який жив на півострові Гібралтар 50 000 років тому

У доісторичний час місцевість навколо Гібралтару мала інший вигляд. Рівень моря був значно нижчим, і Гібралтарську скелю оточували родючі рівнини, марші і піщані дюни, а не море. Територія відрізнялася багатством тваринного і рослинного життя.
У печерах Гібралтарської скелі мешкали неандертальці. У 1848 році в каменоломні на півночі скелі був знайдений череп неандертальської жінки, що повністю зберігся і був усього другим подібним в історії. Точне датування черепа не встановлене, його відносять до початку останньої льодовикової епохи приблизно 50 000 років тому.
Залишки неандертальців були знайдені також біля вежі Диявола, в печерах Ібекс, Вангард і Горема на східному схилі Гібралтарської скелі. Під час розкопок у печері Горема були виявлені свідчення перебування тут неандертальців від 28 000 до 24 000 років тому, тобто пізніше, ніж, як раніше вважалося, вони вимерли по всій Європі. Після зникнення неандертальців печери Гібралтару продовжили використовувати представники виду Homo sapiens. Також у печері Горема виявлені кам'яні знаряддя, давні осередки і кістки тварин, що датуються від 40 000 до 50 000 років тому. У печерах Гібралтару знаходять багато черепків епохи неоліту, що в основному відносяться до Альмерійської культури. Свідчень присутності людини в Бронзовому столітті мало, оскільки люди до того часу перестали селитися в печерах.

## Стародавні часи

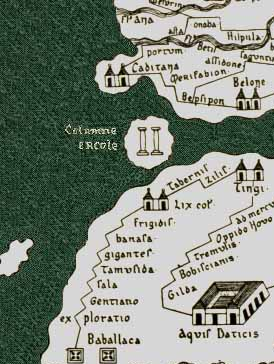
Геркулесові стовпи, помилково зображені у вигляді острова на старій римській карті

У давні часи Гібралтар мав для жителів Середземномор'я релігійне і символічне значення. Фінікійці були в цих місцях кілька століть, мабуть, використовуючи як святилища на честь морських богів печеру Горема. Для тих же цілей Гібралтар використовувався карфагенянами і римлянами. Розкопки в печері показали, що як жертви богам залишалися посуд, прикраси і єгипетські символи скарабея.
Гібралтарська скеля вважалася греками і римлянами одним з двох Геркулесових стовпів, створених напівбогом Гераклом (Геркулесом) під час Десятого подвигу — викрадення корів Геріона. Згідно з грецьким мандрівником із Фокеї, який побував на Гібралтарському півострові в VI столітті до н. е., на скелі розташовувався вівтар, присвячений Геркулесу, де мандрівники приносили жертви. Через століття іспанці відобразили Геркулесові стовпи у вигляді геральдичного символу: двох колон, обгорнутих сувоєм. Пізніше цей символ перетворився на знак долара ().
Стародавнім римлянам Гібралтар був відомий під назвою «Mons Calpe», яка, ймовірно, походить від фінікійського слова «кальф» — «порожній», що за однією з версій вказує на множину печер у Гібралтарської скелі. Гібралтар добре відомий давнім географам, однак слідів постійного поселення античних часів у цьому місці не виявлено. За давньоримським автором Авіеном, давньогрецький мандрівник Евктемон повідомляв, що заросла лісами місцевість морякам здавалася негостинною і після принесення жертв Гераклові вони поспішали покинути це місце.
З практичної точки зору Гібралтар мав декілька недоліків, що перешкоджають організації поселення на його території: нестача прісної води, дефіцит родючих ґрунтів і відсутність придатного для стоянки суден місця. Авієн вказує на мілководдя і мулистий берег як причину не розташовувати тут поселення. Географічне положення Гібралтару, яке стало стратегічно важливим згодом, в античні століття не мало значення, оскільки боротьба за контроль над входом в Середземне море не велася.
За вказаними вище причинами стародавнє поселення виникло в місці, відомому зараз як Кампо-де-Гібралтар. Приблизно в 950 році до н.е. фінікійці заснували тут місто Картея (поблизу сучасного іспанського міста Сан-Роке), вибравши територію раніше займану місцевим племенем турдетанів. Карфагеняни отримали контроль над містом у 228 році до н. е., а в 206 році до н.е. його захопили римляни. При Помпеї він став західною базою у війні 67 року до н. е. проти піратів Середземномор'я. Картея прийшла в запустіння після розорення вандалами в 409 році н. е. під час захоплення Іспанії і походу до Африки. Згодом регіон потрапив під владу вестготів.

## Під владою мусульман (711—1309, 1333—1462)

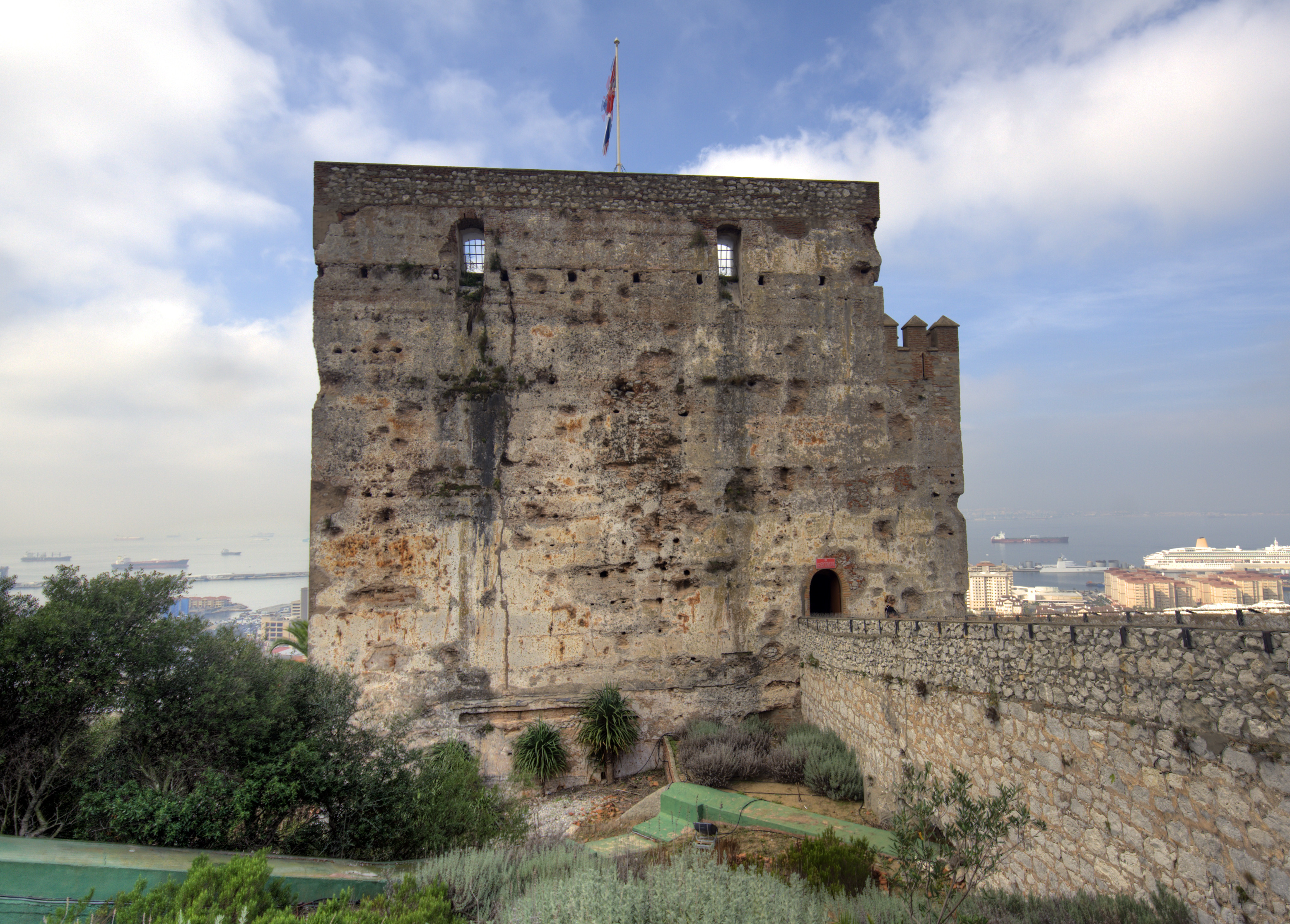
Вежа XIV століття — найбільша зі збережених частина мавританського замку

До 681 року армії Омеядського халіфату захопили Північну Африку, поширюючи іслам серед місцевого населення. Північноафриканські бербери, яких християни Європи називали маврами, також прийняли іслам. Гібралтарська протока стала кордоном, що розділяв мусульманську північ Африки і християнську Іспанію, і набув стратегічного значення. В Іспанії в VIII столітті почалася міжусобна війна між різними угрупованнями вестготів, і цим скористалися маври, які вторглися в Іспанію і, користуючись принципом «Розділяй і володарюй», почали її підкорення.
Після набігу в 710 році берберська армія під командуванням Таріка ібн Зіяда у квітні 711 року висадилися в околицях Гібралтару. Королівство вестготів було завойовано, а Гібралтар отримав нову назву — Джебель Тарік (араб. جبل طارقجبل طارق), «гора Таріка», що згодом перетворилася на слово «Гібралтар».
Перші укріплення на Гібралтарі появилися в 1160 році. Альмохадський султан Абд аль-Мумін збудував укріплене місто для захисту від християнських королів Арагону й Кастилії. Гібралтарська гора була знову перейменована в Джебель аль-Фатх (араб. جبل الفتحجبل الفتح), «гору Перемоги». Місто отримало назву Мединат аль-Фатх (араб. مدينة الفتحمدينة الفتح), «місто Перемоги». Відомості про це поселення вкрай мізерні, оскільки археологічних слідів від нього залишилося мало.
Наприкінці XIII — на початку XIV століть Кастилія билася з маринідами і насридами за контроль над Гібралтарською протокою. Цей конфлікт став ключовим в історії визволення Іспанії. Документальні свідчення про Гібралтар, що належать до цього періоду, не збереглися, однак необхідність мати захищений порт на європейській стороні, дозволяє стверджувати, що на півострові залишалося невелике укріплене поселення з кількістю захисників не більше 1000 чоловік.
Півострів і місто на ньому не зазнавалия нападів до 1309 року. Першу облогу Гібралтару ініціювали об'єднані сили короля Кастилії Фердинанда IV і короля Арагону Хайме II. Їхньою метою був Гранадський емірат. Облога почалася в липні 1309 року. До цього часу в місті перебувало близько 1200 чоловік, був замок і зародкові украплення. Після місяця оборони місто здалося. Фердинанд IV вигнав маврів і переселив у місто християн. Були побудовані цитадель і верф. Король також наділив жителів міста привілеями, щоб стимулювати переселення.

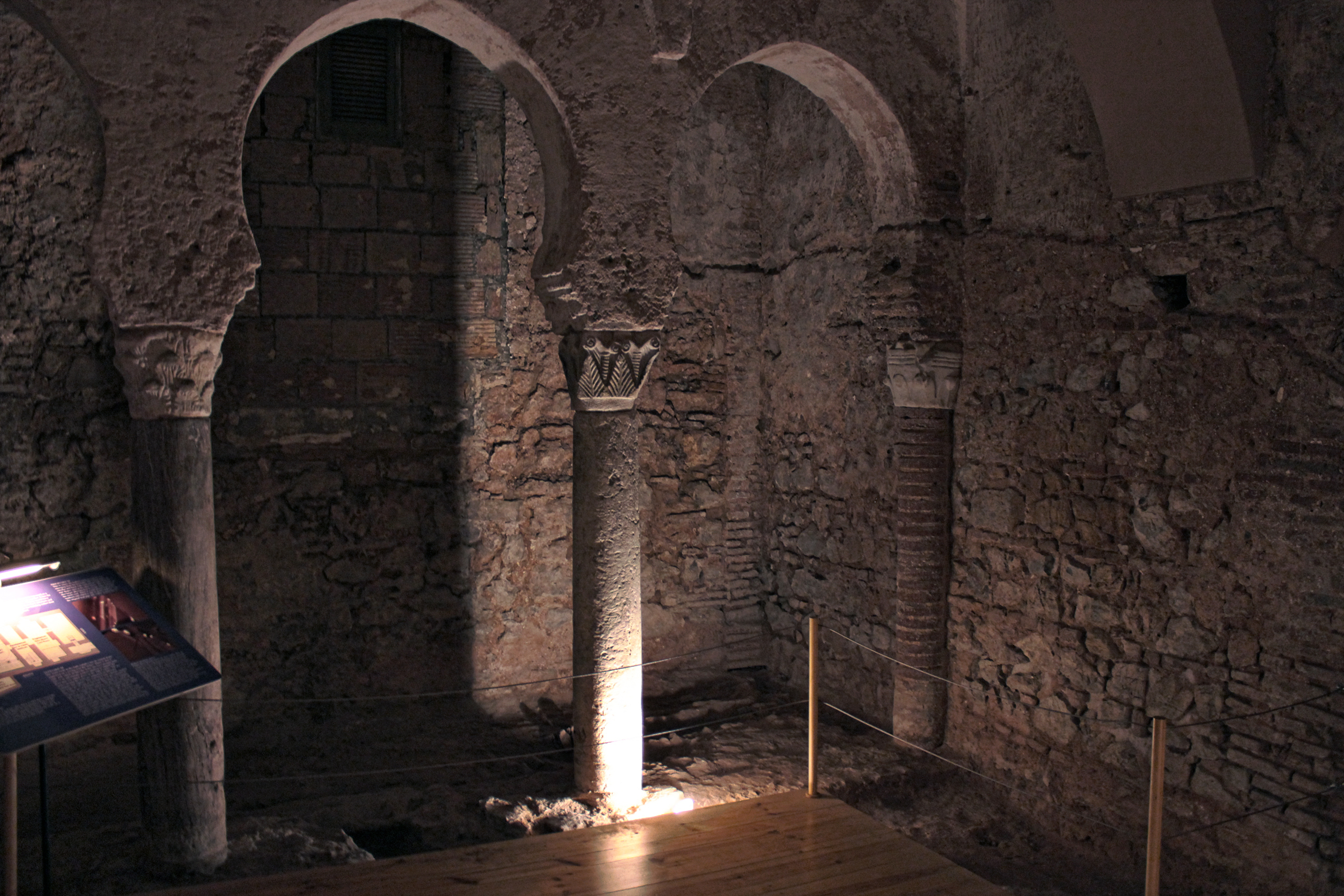
Мавританські лазні в Гібралтарі (в даний час — частина Гібралтарського музею)

У 1315 році насріди зробили спробу відбити місто, але під загрозою кастильських сил відступили. 18 років потому султан Гранади Мухаммад IV ібн Ісмаїл і султан Феса Абу-л-Хасан Алі ібн Усман спільно організували третю облогу Гібралтару, привівши до міста величезну армію і потужний флот. Цього разу король Кастилії Альфонсо XI за кілька місяців не зміг зібрати армію для допомоги обложеним, великою мірою через загрозу повстань у власному королівстві. Зрештою, допомога прийшла в липні 1333 року, але голодні гібралтарці вже здали місто маврам. Кастильці почали Четверту облогу Гібралтару, але зломити оборону противника не змогли, звівши ситуацію до патової. В результаті сторони погодилися укласти чотирирічне перемир'я.
Абу-л-Хасан, чекаючи нової війни, зміцнив Гібралтар, побудувавши навколо нього стіну. Бойові дії відновилися в 1339 році. У жовтні 1340 року маври зазнали поразки в Битві на річці Саладо і були змушені відступити в Африку. Після дворічної облоги Кастилія зайняла Альхесірас, але Гібралтар залишився у владі маврів. Альфонсо XI обложив місто тільки в 1349 році, але пандемія чуми «Чорна смерть» у 1350 року знищила армію і вбила його самого.
Маври залишалися в Гібралтарі до 1462 року, влада над містом була предметом суперечок між гранадськими насрідами і марокканськими маринідами. У 1374 році мариніди передали Гібралтар насрідам як сплату боргу за військову підтримку у придушенні повстань у Марокко. У 1410 році гарнізон повстав проти насридів, але лише для того, щоб в наступному році зазнати поразки від гранадської армії після короткої облоги. В наступні роки місто використовувався які база для набігів на християнські землі, що призвело до повторної облоги Гібралтару в 1436 році військами Енріке Переса де Гусмана, 2-го графа Ньєбла. Підсумком облоги став повний розгром іспанської армії і загибель самого графа під час спроби врятуватися морем. Його тіло було знайдено маврами, обезголовлено і вивішено на міській стіні на наступні 22 роки.
Кінець мавританському пануванню настав у серпні 1462 року, коли невеликий загін кастильців під командуванням Алонсо де Аркоса, губернатора Тарифи, організував раптову атаку на місто. Старші воєначальники гарнізону і частина жителів міста в цей момент перебували у від'їзді, сплачуючи данину султану Гранади. Зазнавши великих втрат від атаки іспанців, гарнізон Гібралтару здався Хуану Алонсо де Гусману, 1-му герцогу Медіна-Сідонія. Містом знову заволоділи християни.

## Кастильське й іспанське правління (1462—1704)

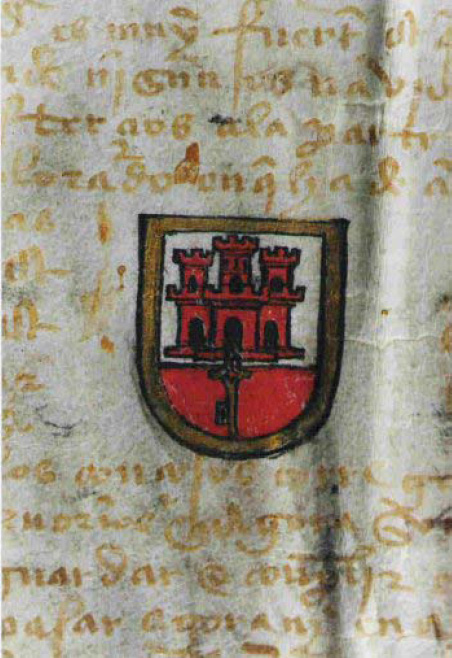
Герб Гібралтару, дарований місту Ізабеллою I

Незабаром після повернення Гібралтару кастильський король Енріке IV оголосив місто власністю корони і відновив особливі привілеї, які місто мало у попередній християнський період. У 1465 році в результаті заколоту кастильських грандів Енріке IV був оголошений позбавленим влади, а королем проголосили його молодшого брата Альфонсо. До Альфонсо також перейшла у володіння Медіна-Сідонія і Гібралтар. Однак губернатор міста відмовився визнавати владу нового короля, і Медіна-Сідонія почала облогу, яка тривала з квітня 1466 по липень 1467 року. Через рік після взяття міста колишній губернатор помер, але Енріке IV, що повернув у 1469 році владу,  призначив новим губернатором його сина. У 1474 році новий герцог Медіна-Сідонія продав Гібралтар групі єврейських конверсо з Кордови і Севільї, очолюваної Педро де Еррера, з умовою утримувати гарнізон протягом двох років. Після закінчення цього терміну герцог вигнав 4350 конверсо з міста. У 1478 році статус міста був підвищений королевою Кастилії Ізабеллою I, що зробила його маркізатом.
2 січня 1492 року, після п'яти років війни, мавританський емірат в Іспанії припинив існування. У березні з Гібралтару, як і з усієї Іспанії, були вигнані євреї. Медіна-Сідонія скористалася Гібралтаром як базою для вторгнення в Північну Африку і захоплення Мелільї в 1497 році. Через два роки маврам, що залишилися в Гранаді, було наказано прийняти християнство або залишити Іспанію. Більшість воліла переїхати в Північну Африку, при цьому перевалочним пунктом для багатьох став Гібралтар.
У 1501 році Гібралтар знову стає власністю корони за наказом Ізабелли I, а в 1502 році отримує новий герб, зо зберігся досі. Королева, наділяючи місто гербом, підкреслила важливість Гібралтару, назвавши його ключем до королівств східних і західних морів. Метафора знайшла відображення в гербі, на якому зображений золотий ключ. Одночасно над містом назавжди закріплювалася влада королівства Кастилії.
До XVI століття під «Гібралтаром» мався на увазі не тільки сам півострів, але і вся прилегла до нього територія, включаючи нинішнє місце розташування міст Ла-Лінеа-де-ла-Консепсьйон, Сан-Роке, Лос-Барріос і Альхесірас. Зі сходу Гібралтар обмежувала річка Гуадиаро, а північна межа проходила поблизу від міст Кастельяр-де-ла-Фронтера, Хімена-де-ла-Фронтера, Алькала-де-лос-Гасулес, Медіна-Сідонія і Таріфа. У XVI столітті слово починає набувати своє сучасне значення, позначаючи місто і півострів, на якому воно знаходиться.
За іспанського правління місто занепало. Кінець панування мусульман і захоплення християнами південних портів помітно знизили стратегічне значення Гібралтару. Деякий дохід йшов від лову тунця і виноробства, але військове значення стало обмеженим. Статус головного іспанського порту в регіоні також перейшов до Марбельї.
Негостинні землі Гібралтару зробили його незручним місцем для проживання. Щоб підвищити чисельність населення королівство Гранада пропонувало засудженим відбувати покарання в гарнізоні Гібралтару замість в'язниці. Але незважаючи на порівняльну непривабливість, Хуан Альфонсо Перес де Гусман, 3-й герцог Медіна-Сідонія, прагнув отримати контроль над містом. У вересні 1506 року, після смерті Ізабелли I, він почав облогу міста, сподіваючись на швидку перемогу за рахунок переваги в силі. Однак через чотири місяці, так і не домігшись свого, герцог відступив, а місто отримало від іспанського короля звання «Найлояльнішого».

### Напади берберських піратів

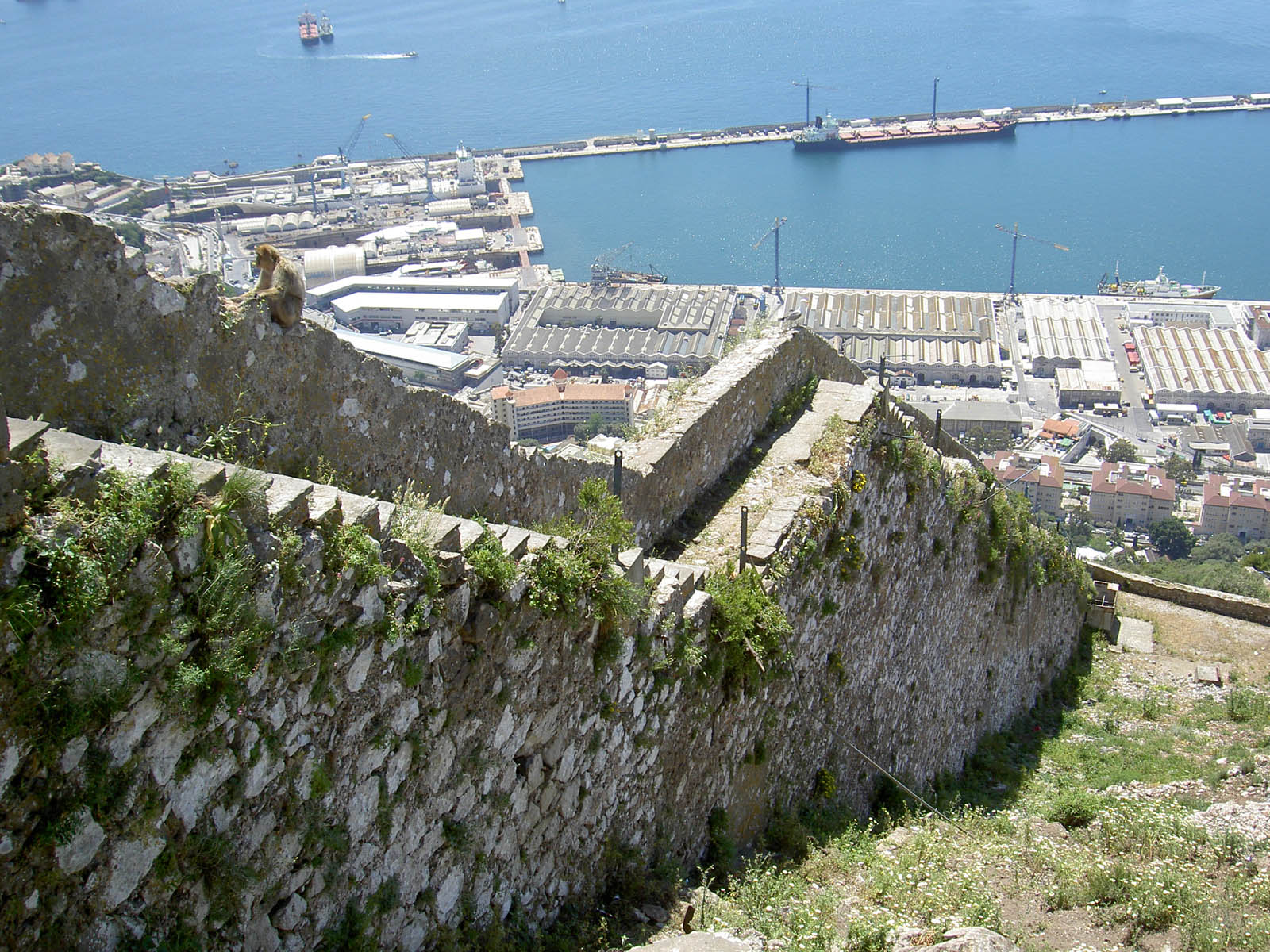
Стіна Карла V, побудована іспанцями для захисту Гібралтару з півдня

Незважаючи на наявну зовнішню загрозу іспанці не приділяли Гібралтару достатньої уваги, і фортифікаційні споруди міста занепали. Цим скористалися берберські пірати з Північної Африки, які напали на місто у вересні 1540 року. Сотні гібралтарців було взято в заручники або захоплено в рабство. Розграбували Храм Богоматері. Захоплені піратами люди згодом були звільнені іспанським флотом під командуванням Бернардіно де Мендоса, що атакували піратські кораблі на їхньому зворотному шляху в Гібралтар з викупленими заручниками. Запізнілою відповіддю іспанської корони стало будівництво стіни, що прикрила південний край скелі. Спроектував її італійський інженер Джовані Батіста Кальві.
Через берберських піратів води біля Гібралтару залишалися небезпечними ще кілька десятиліть. Невелика флотилія іспанських галер, що базувалася в міському порту, виявилася неефективною, і багато мешканців Гібралтару захоплювалися піратами і продавалися в рабство. У 1606 році проблема стала найбільш гострою: з Іспанії вигнали всіх 600 000 морисків — маврів, які проживали в ній і прийняли християнство. Мориски переселилися в Північну Африку, де стали піратами — або як раби-християни, або матроси, знову прийнявши іслам. Піратські рейди стали інтенсивнішими, а атаки поширилися аж до Корнуола.

### Війни з європейськими державами

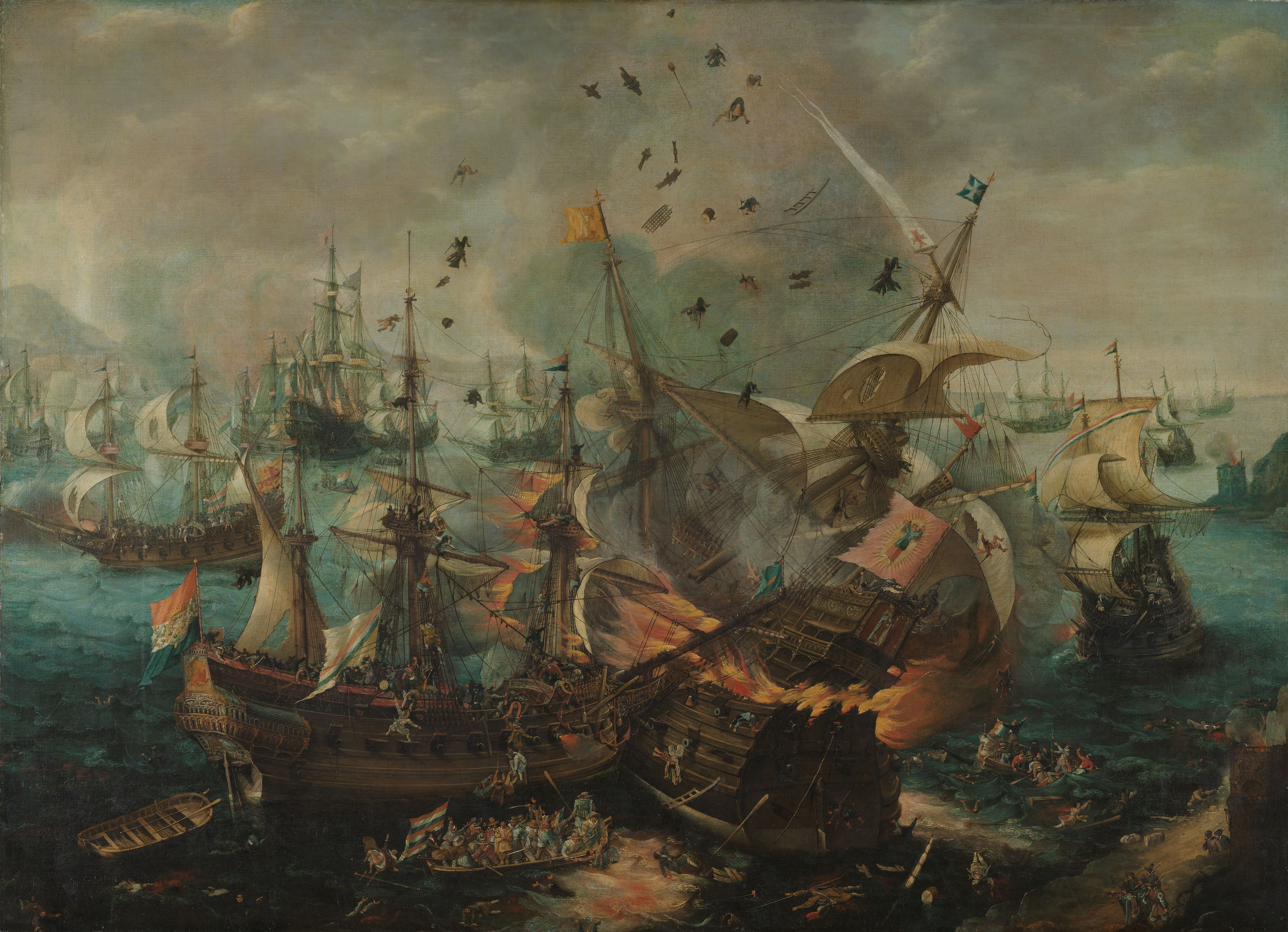
«Вибух іспанського флагмана в битві при Гібралтарі» — картина Корнеліса Класу ван Виринген (ок. 1621)

Незабаром до загрози з боку берберських піратів додалися напади флотів інших європейських країн. 5 травня 1607 року, під час Вісімдесятирічної війни, голландський флот під командуванням адмірала Якоба ван Хемскерка застав зненацька іспанський флот, що стояв на якорі в Гібралтарській затоці. Голландці завдали іспанцям нищівної поразки, не втративши жодного корабля і зазнавши незначних втрат серед моряків, у той час як усі іспанські кораблі виявилися потоплені, а людські втрати становили 3000 чоловік. У 1609 році іспанці і голландці уклали перемир'я, яке закінчилося в 1621 році, коли об'єднаний флот Голландії і Данії з'явився в Гібралтарській протоці і почав погрожувати іспанським морських комунікацій. Цього разу Іспанія діяла успішніше, захопивши або потопивши кілька ворожих кораблів і змусивши тих, що залишилися, відступити.
Англійці вперше позначили свою присутність біля Гібралтару в 1620 році. Іспанія дозволила Англії використовувати гібралтарську порт як морську базу для дій проти берберських піратів, які здійснювали набіги на Британію та Ірландію. Англійський парламент намагався змусити короля Якова I оголосити війну Іспанії, але монарх витримав тиск і флот повернув назад в Англію. Але коли у 1625 році на трон зійшов Карл I, до берегів Іспанії вирушив новий флот з наказом захопити або пограбувати яке-небудь прибережне місто. Гібралтар розглядався як одна з цілей, так як був невеликим, мав хороші можливості для гарнізону і постачання, і займав вигідну стратегічну позицію. Однак англійці надали перевагу Кадісу, вважаючи розграбування справою вигіднішою і такою, що швидко приносить прибуток. У результаті англійці зазнали фіаско: коли десант, що  висадився, дістався до винних погребів, почалося масове пияцтво, і флот пішов в Англію не домігшись реального успіху.
Присутність у Гібралтарській протоці ворожих кораблів вимагала від іспанського короля Філіпа IV посилення гібралтарських укріплень. Були побудовані нові мол і артилерійські батареї, однак останні виявилися малокорисні через відсутність артилеристів. Місто в цей час було прикладом антисанітарії і перенаселення, що, мабуть, стало причиною вибуху в 1649 році епідемії, ймовірно, чуми, хоча за іншими даними, це міг бути черевний тиф. У результаті померла чверть населення міста. У 1651—1652 і 1654—1655 роках у Гібралтарі знову з'являвся англійський флот, цього разу він виступав у союзі з Іспанією проти Франції і Голландії, що здійснювали перевезення через Гібралтарську протоку.
У 1654 році Олівер Кромвель вирішив виступити проти Іспанії, незважаючи на те, що ця держава першою визнала Англійську співдружність. Першим кроком повинне було стати захоплення острова Еспаньйола (сучасна назва — Гаїті), щоб почати з нього подальшу експансію у Вест-Індії. Для цієї мети спорядили дві ескадри: одна подалася до американських берегів, друга — на Середземномор'я під виглядом протидії берберський піратам. Ескадра у Вест-Індії не змогла захопити Еспаньйолу, а замість цього у травні 1655 року взяла Ямайку. Середземноморська ескадра вийшла до Кадису, безуспішно намагаючись перехопити іспанські кораблі зі скарбами. З приходом зими обидві ескадри повернулися в Англію. Незважаючи на агресію, Іспанія тягнула з оголошенням війни Англії до лютого 1656 року. Незабаром після цього флот із 49 кораблів з 10 000 моряків і солдатів пройшов через протоку і провів розвідку Гібралтару й околиць. Через брак наземних сил інших дій зроблено не було. Тим не менш Кромвель проявив інтерес до захоплення Гібралтару як для захисту торговельних шляхів, так і для створення тиску на іспанців. У 1693 році, під час Війни Аугсбургской ліги, в якій Іспанія та Англія виступали союзниками, у Гібралтарі знайшли притулок залишки англо-голландської ескадри під командуванням адмірала Джорджа Рука після програної французам битви при Лагуші. Через одинадцять років Рук повернувся в Гібралтар, щоб його захопити.

### Війна за іспанську спадщину

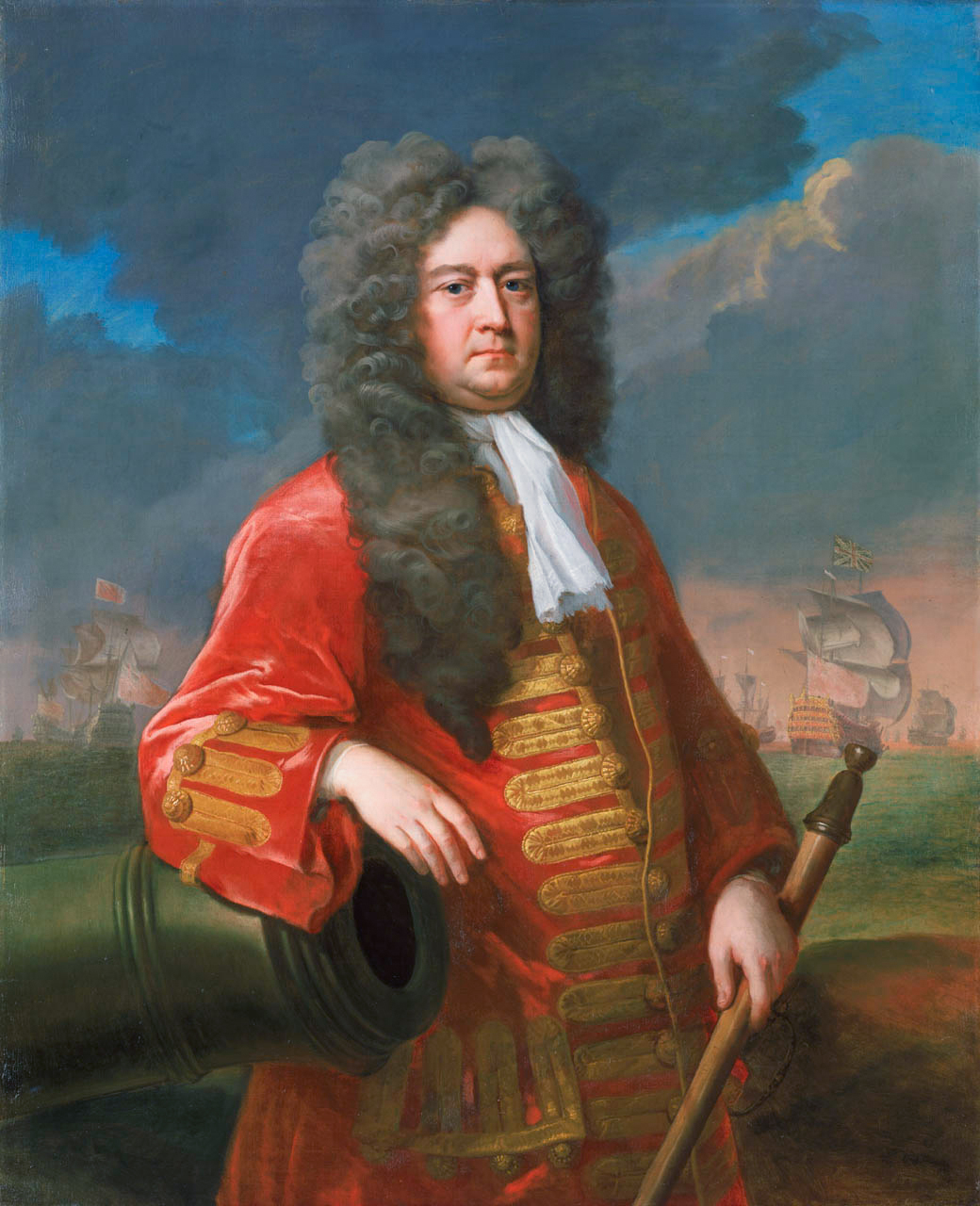
Сер Джордж Рук, командувач об'єднаним англо-голландським флотом, що захопив Гібралтар

У листопаді 1700 року король Іспанії Карл II помер бездітним. Суперечка про те, хто повинен був успадковувати іспанські володіння: Філіп, герцог Анжуйський, що належав до династії Бурбонів, або Карл, ерцгерцог Австрійський, що належав до династії Габсбургів — незабаром перетворилася у великий європейський військовий конфлікт. Король Франції Людовик XIV підтримав Філіпа; Англія, Нідерланди, Австрія, Португалія, Савоя і деякі німецькі держави виступили на боці Карла, побоюючись різкого посилення Франції в Європі та обох Америках. Згідно з заповітом Карла II, герцог Анжуйський був проголошений королем Іспанії Філіпом V. Він негайно уклав союз з Францією. В лютому 1701 року французькі війська прибули в Іспанські Нідерланди і вигнали голландців з прикордонних міст. У травні 1702 року англійська королева Анна оголосила війну Франції.
Іспанія вступила в протистояння з союзом Англії, Голландії та Австрії. Військові дії велися як на суходолі, так і на морі. Основні сухопутні бої розгорнулися на території Нижніх земель, де союзні війська очолював Джон Черчиль, 1-й герцог Мальборо. Морська кампанія проводилася під командуванням Джорджа Рука, який переслідував французькі та іспанські кораблі в Атлантиці. В 1703 році лорд Мальборо розробив план, згідно з яким сухопутна армія атакувала французів і їхніх баварських союзників в басейні Дунаю, а флот одночасно робив ряд диверсійних рейдів у Середземномор'ї. Рук отримав наказ напасти на французькі та іспанські прибережні міста, при цьому вибір конкретних цілей залишався за адміралом.
Коли Рук прибув у Середземне море, він намітив декілька цілей. Спроба підняти повстання Барселони проти Філіпа V провалилася, від нападу на французьку військово-морську базу в Тулоні було вирішено відмовитися. Вибираючи альтернативну ціль, Рук зупинився на Гібралтарі, маючи для цього три принципові причини: місто було погано захищене, займало важливе стратегічне положення, його взяття могло мотивувати жителів півдня Іспанії на опір Філіпу V.
Атака на місто почалася 1 серпня 1704 року. Ескадра під командуванням Рука діяла спільно з англійським і голландським морським десантом під командуванням Георга Людвіга Гессен-Дармштадтського і капітана 80-гарматного лінійного корабля «Дорсетшир» Едварда Вітакера. Після масованого бомбардування 2 серпня, морський десант взяв місто в кліщі з півночі по перешийку і з півдня від мису Європа. Захисники Гібралтару мали значні запаси продовольства і боєприпасів, але помітно поступалися в кількості живої сили й артилерії. Положення іспанців було безнадійним, і 4 серпня губернатор Дієго де Салінас погодився на здачу міста.
За умовами капітуляції прямо вказувалося, що місто здобуте на користь Карла III, короля Іспанії, названого «законним паном і королем». Жителям і гарнізону міста були обіцяні свобода совісті і збереження привілеїв, якщо вони вирішать залишитися в Гібралтарі, за умови принесення клятви вірності Карлу як королю Іспанії. Однак, як і двома роками раніше під час захоплення Кадіса, дисципліна наземних сил незабаром занепала. Були зафіксовані випадки насильства, всі католицькі храми, за винятком церкви Святої Марії Коронованої, виявилися пошкоджені або перетворені у військові склади, а релігійні символи пошкоджені або знищені. Обурені іспанці вчинили криваву розправу над загарбниками. Англійські і голландські солдати були вбиті, а їхні тіла скинуті в колодязі і вигрібні ями.
Коли іспанський гарнізон 7 серпня залишив місто, з нього виїхали майже всі жителі, близько 4000 осіб. Розраховуючи, що вигнання довго не триватиме, оскільки територія часто переходила з рук у руки, вони оселилися в околицях Гібралтару: на руїнах Альхесіраса або біля церкви Святої Марії Коронованої. З собою вони забрали міські записи, включаючи прапор Гібралтару і королівську грамоту. Поселення навколо церкви з часом перетворилося в місто Сан-Роке. Після відходу іспанців у Гібралтарі залишилося близько 70 генуезців, що дотримувались нейтралітету.
Влада Великого альянсу над Гібралтаром опинилася під загрозою, коли 24 серпня в протоку увійшов французький флот. У наступній битві при Малазі обидві сторони понесли важкі втрати серед моряків, але зберегли всі кораблі, в результаті чого кожна сторона заявила про свою перемогу. Французи відступили в Тулон, не зважившись штурмувати Гібралтар. На початку вересня до міста підтяглася іспано-французька армія і 9 жовтня почалася дванадцята облога Гібралтару. Близько 7000 французьких та іспанських солдатів, підтримані біженцями з Гібралтару, виступили проти 2000 захисників міста, в рядах яких були англійські та голландські моряки й іспанці, лояльні до Карла.
На допомогу захисникам міста наприкінці жовтня прийшла ескадра під командуванням адмірала Джона Ліка. Ще 2200 англійських і голландських солдатів прибули морем разом з продовольством і боєприпасами у грудні 1704 року. Хвороби та дезертирство підривали бойовий дух французів і іспанців, і щоб виправити становище Луї XIV у лютому 1705 року поставив на чолі армії маршала де Тессе. Він повів війська на штурм, але місту вдалося відбитися, і 31 березня облога була знята через «необхідність додаткового планування».
Під час Війни за іспанську спадщину Гібралтар управлявся британським комендантом від імені Карла III. Комендантом був генерал-майор Джон Шрімптон, якого, за порадою королеви Анни, Карл призначив у 1705 році гібралтарським губернатором. На вимогу султана Марокко, королева згодом оголосила Гібралтар порто-франко, хоча формально і не мала на це права. У 1707 році Шрімптона на посаді губернатора змінив полковник Роджер Еліот, який, у свою чергу, в 1711 році поступився місце бригадирові Томасу Стенуїксу. Останнє призначення відбулося за прямою вказівкою з Лондона, без участі Карла. Стенуїкс отримав наказ вигнати з міста всі іноземні війська та забезпечити виключно британське управління. Стенуїкс не зміг у повній мірі виконати завдання: голландці, які не були визнані «іноземцями», залишилися в місті.
У 1713 році Війна за іспанську спадщину закінчилася, її підсумки були закріплені в серії договорів і угод. За Утрехтським мирним договором, підписаним 13 липня 1713 року, який включив у себе декілька додаткових похідних договорів і угод, Філіп V признавався королем Іспанії в обмін на гарантії, що Іспанія і Франція не об'єднаються під однією короною. Також сторони обмінялися територіями: Філіп V зберігав заморські території Іспанії, але відмовлявся від Південних Нідерландів, Неаполя, Мілана і Сардинії на користь Австрії; Сицилії і частини міланських земель — на користь Савої; від Гібралтару і Менорки — на користь Великої Британії. Окрім цього Велика Британія отримувала ексклюзивне право на торгівлю рабами з неіспанським населенням в Іспанській Америці строком на 30 років (так зване «асьєнто»). Щодо Гібралтару (and Friendship Treaty of Utrecht between Spain and Great Britain#ARTICLE X стаття X), договір встановлював, що місто, фортеця і порт (але не материкові території) передаються Британії «навіки, без винятків і перешкод». Також договір вказував, що якщо Британія побажає відмовитися від Гібралтару, він повинен бути запропонований в першу чергу Іспанії.

## Британське правління (1713 — теперішній час)

### Посилення й облоги
Незважаючи на те, що згодом Гібралтар набув великого значення для Британії, в перші роки він розглядався урядом у Лондоні як предмет торгу, а не як стратегічне надбання. Оборонні укріплення міста продовжували руйнуватися, а утримання гарнізону вважалося марною тратою грошей. При цьому Іспанія чинила тиск на британські перевезення в заморські території. Між 1713 і 1728 роками британський уряд сім разів пропонував обміняти Гібралтар на іспанські концесії, однак щоразу це супроводжувалося громадськими протестами і парламент накладав вето.
Втрата Іспанією Гібралтару й інших середземноморських володінь обурювало як іспанську громадськість, так і монарха. У 1717 році іспанські війська повернули Сардинію, а в 1718 — Сицилію (обидві території за Утрехтським мирним договором належали Австрії). Порушення договору з боку Іспанії спочатку підштовхнуло Британію запропонувати повернути Гібралтар в обмін на новий мирний договір, а після відмови — оголосити Іспанії війну.
Після цього іспанські придбання швидко повернулися до попередніх господарів, а похід іспанців у Шотландії в 1719 році з метою підтримки якобітів виявився невдалим. Новий мирний договір був підписаний у Гаазі в 1720 році.
У січні 1727 року Іспанія оголосила нікчемним положення Утрехтського договору щодо Гібралтару, на тій підставі, що Британія порушила його, розширивши укріплення міста за встановлені межі, дозволивши селитися в місті юдеям і маврам, не захищаючи католиків і завдавши шкоди Іспанії бездіяльністю стосовно контрабандистів. Через місяць іспанські війська обложили місто і бомбардували його, завдавши серйозної шкоди. Захисники міста витримали натиск і отримали підкріплення і поповнення запасів завдяки британському флоту. Наприкінці червня погана погода і проблеми з постачанням змусили іспанців зняти облогу.

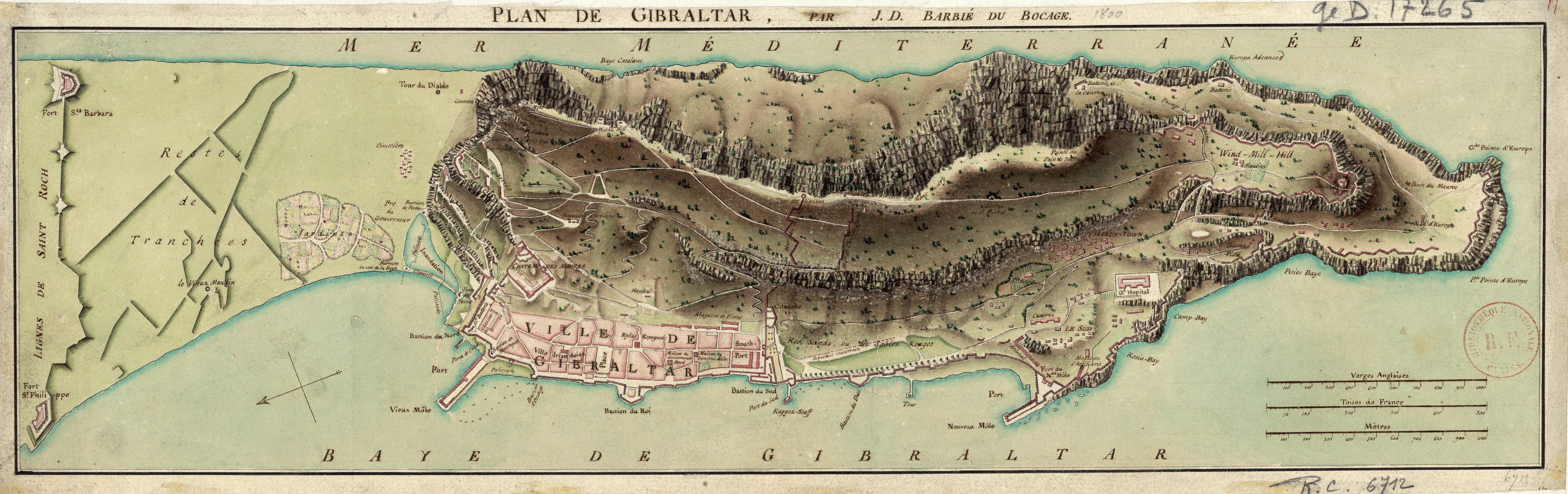
Карта Гібралтару з укріпленнями (1799)

Британське володіння Гібралтаром було повторно підтверджено в 1729 році Севільським договором, який не задовольняв жодну із сторін: Іспанія бажала повернути місто, а Британія не приймала обмеження згідно Утрехтським договором, які залишилися в силі. Іспанською відповіддю стало будівництво у наступному році укріплень вздовж північної межі півострова, що відрізало Гібралтар від материка. Ця контрвалаційна лінія, що отримала серед британців назву «Іспанські лінії», пізніше дала назву місту Ла-Лінеа-де-ла-Консепсьйон. Була здійснена повна сухопутна блокада, але місто продовжувало отримувати продовольство й інші необхідні товари з Марокко.
Чисельність цивільного населення Гібралтару протягом століття стабільно збільшувалася, етнічний склад являв собою суміш британців, генуезців, євреїв, іспанців і португальців. До 1754 році в місті налічувалося 1733 жителі крім 3000 солдатів гарнізону та 1426 членів їхніх сімей, що в сумі становило 6159 осіб. До 1777 року цивільних було вже 3201, в тому числі 519 британців, 1819 католиків (які включали іспанців, португальців, генуезців тощо) та 863 юдеї. Кожна група займала певну нішу в співтоваристві. Іспанський історик Лопез де Алайя в 1782 році характеризував цей поділ так: англійці тримали великі торгові доми; юдеї — дрібні крамниці; генуезці були рибалками, торговцями та селянами.
Для солдатів гарнізону життя в Гібралтарі було виснажливим та тяжким. За найменші порушення назначалися тілесні покарання. Самогубства і дезертирство стали звичайним явищем через нудьгу, нестачу продовольства і погані умови життя. На Батареї Середнього пагорба був встановлений пост, який стежив, щоб солдати не тікали, спускаючись зі скелі по мотузці.

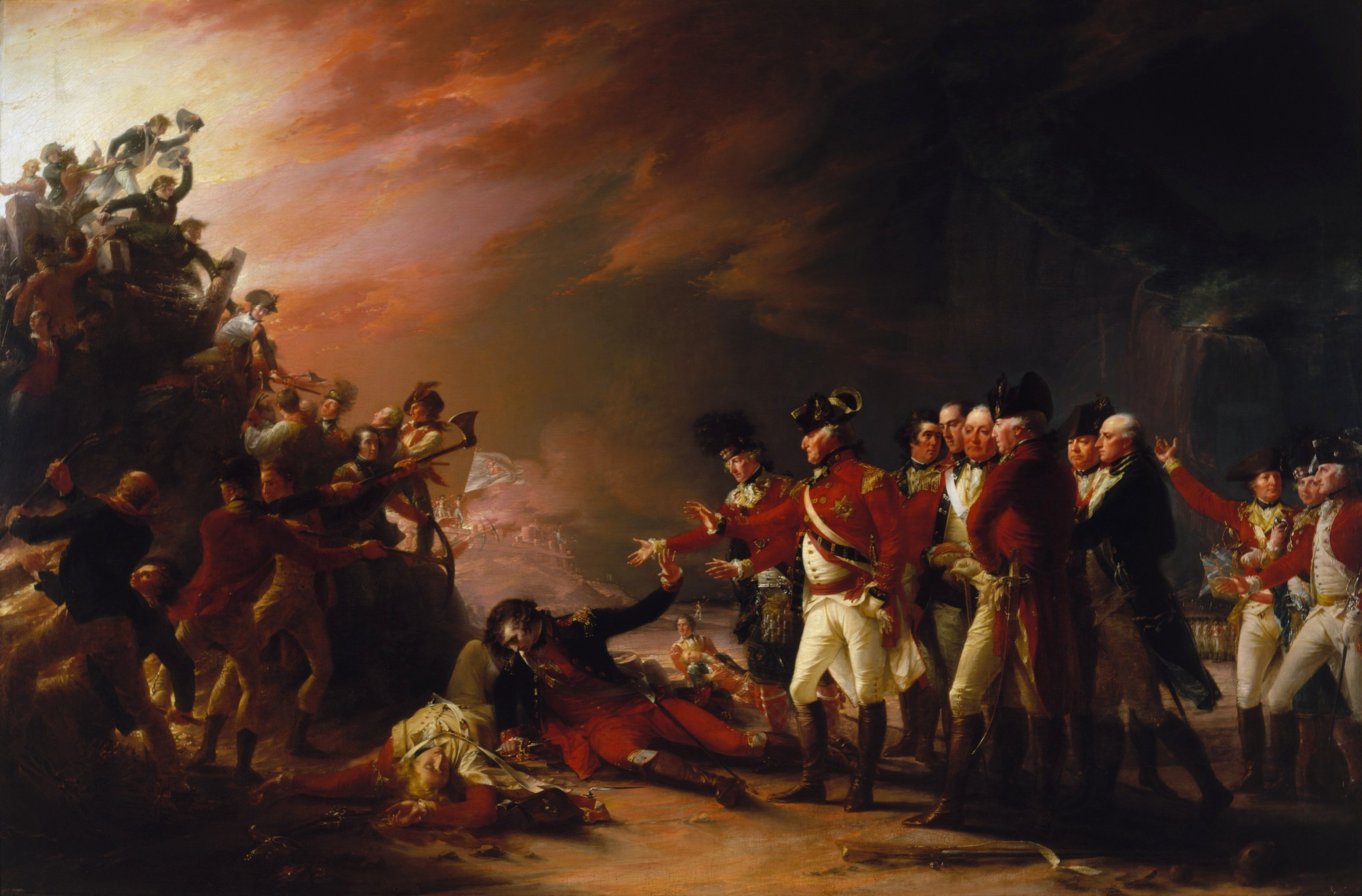
The Sortie made by the Garrison of Gibraltar in the Morning of the 27 of November 1781. Картина Джона Трамбулла, що відображає британську атаку під час Великої облоги Гібралтару

У 1770-х роках зміцнення Гібралтару були модернізовані і посилені. З'явилися нові батареї, бастіони і куртини. Рушійною силою цих перетворень став полковник (пізніше генерал-майор) Вільям Грін, який згодом відіграв ключову роль як головний інженер Гібралтару. До нього в 1776 році приєднався генерал-лейтенант Джордж Аугустус Еліот, ветеран війни з Францією та Іспанією, що зайняв пост губернатора Гібралтару в критичний момент.
Успіх Британії в Семирічній війні обійшовся дорого і підстьобнув утворення в Європі антибританської коаліції. Щоб компенсувати витрати, британський уряд спробував збільшити податки на тринадцять колоній у Північній Америці, але в результаті в 1776 році вибухнула Війна за незалежність США. Угледівши можливість повернути втрачені території, Франція та Іспанія оголосили Британії війну і уклали союз з американцями.
24 червня 1779 року почалася Велика облога Гібралтару, що тривала до 7 лютого 1783 року і стала найдовшою, яку витримували британці, за всю історію міста. Об'єднаний флот Франції та Іспанії блокував Гібралтар із моря, а на суші величезна армія приступила до зведення фортів, редутів, траншей і артилерійських батарей. Іспанія направила проти Гібралтару велику кількість військ і кораблів, відклавши заплановане вторгнення в Англію своєї армади. Перше ослаблення облоги сталося весною 1780 року, коли адмірал Джордж Брайджес Родні захопив іспанський конвой біля мису Фіністере і завдав поразки іспанській флоту в битві біля мису Сент-Вінсент, доставивши в місто 1052 чоловік підкріплення і великі запаси спорядження та продовольства.
Британці продовжували відбивати всі атаки на Гібралтар, але міські запаси знову почали виснажуватися. 12 квітня 1781 року ескадра віце-адмірала Джорджа Дарбі з 29 лінійних і 100 вантажних кораблів, що прибули з Англії, увійшли в бухту. Іспанці не змогли їх перехопити. Роздратовані невдачею, вони почали безладний обстріл міста, викликавши паніку серед цивільного населення. Навмисний обстріл цивільного населення став безпрецедентним для свого часу. Цієї тактики облоги дотримувалися наступні два роки, завдавши непоправної шкоди міській архітектурі іспанського періоду. Не зумівши викликати голод у гарнізоні Гібралтару, французи й іспанці продовжували спроби штурму з моря і суші. Вночі напередодні генерального штурму британські солдати здійснили вилазку, вибивши обложників з траншей і затримавши готувався штурм на деякий час.
13 вересня 1782 року союзники Бурбонів почали генеральний штурм. В атаку пішли 5190 французьких та іспанських бійців на десяти новітніх плавучих батареях, озброєних 138 важкими гарматами, разом з 18 лінійними кораблями, 40 іспанськими канонерками і 20 бомбардирськими кораблями. Сумарне число нападників досягло 30 000 моряків і морських піхотинців. З суші їх підтримували 86 гармат і 35 000 солдатів (7000-8000 з них — французьких), готових кинутися в бій, як тільки укріплення будуть зруйновані. Гармати плавучих батарей відкрили вогонь із моря, до них приєдналися гармати на суші. Стрілянина велася по укріпленнях, їй передували кілька тижнів пристрілювального вогню. Але гарнізон відповів запалювальними пострілами, потопивши плавучі батареї і атакуючі кораблі. Британцям вдалося знищити три батареї, які вибухнули через пожежі, що почалися. Інші затопили самі іспанці, щоб зброя не дісталася ворогу. Втрати в живій силі становила 719 чоловік.
Британське Адміралтейство готувало план відправити в Гібралтар великий конвой, маючи намір виставити великі, але повільні кораблі замість маленьких і швидких. У вересні 1782 року флот вийшов з Спітхеда під командуванням Річарда Хау і 9 жовтня прибув до мису Сент-Вінсент. Наступного вечора, під час штормового вітру, що змішав ряди іспанських і французьких кораблів, Хау безперешкодно увійшов у бухту Гібралтару. 34 лінійних кораблі, що прикривали 31 транспорт, доставили спорядження, продовольство і боєприпаси. Крім цього, на кораблях прибули три полки піхоти, довівши загальну чисельність гарнізону до 7000. Виконавши основну задачу, Хау відплив у зворотному напрямку, вступивши по дорозі в битву, яка нічого не вирішувала, з об'єднаним франко-іспанським флотом.
Облога тривала ще декілька місяців, але на початку 1783 року сторони уклали перемир'я, що поклало кінець активному протистоянню. Нарешті, в лютому 1783 року облога була знята. Результат Великої облоги призвів до неможливості використовувати Гібралтар для подальшого політичного торгу, незважаючи на те, що король Георг III попередив, що місто стане приводом для нової війни або щонайменше джерелом прихованої ворожнечі. Він пропонував за можливості позбутися від Гібралтару, який буде заважати укладанню повноцінного миру. Генерала Еліота і гарнізон славили за проявлений героїзм і завзятість в обороні міста, а стійкість оборони Гібралтару набула, за висловом одного з письменників, «щось на зразок культового статусу». У британському суспільстві виникла «емоційна, хоча й ірраціональна прихильність до цього місця». Переконання в неприступності міста відбилося у крилатому виразі «стійкий, як Гібралтарська скеля» (англ. strong as the Rock of Gibraltar).

### Колонія Гібралтар
Після Великої облоги цивільне населення Гібралтару, якого залишилося менше тисячі осіб, почало швидко збільшуватися. Цьому сприяли економічний потенціал території та можливість отримати притулок від Наполеонівських воєн. Втрата Британією в 1776 році північноамериканських колоній призвела до перенаправлення торговельного потоку на нові ринки Індії й Ост-Індії. Найпопулярніший маршрут на схід проходив через Єгипет, навіть до того, як був побудований Суецький канал, а Гібралтар виявився першим британським портом на цьому шляху. Нові морські перевезення різко збільшили значимість Гібралтару як торгового порту, одночасно він надавав притулок жителям західного Середземномор'я, що рятувалися від Наполеонівських воєн. Серед іммігрантів значну частину становили генуезці, які покинули батьківщину після анексії Наполеоном Генуезької республіки. До 1813 році майже третина населення міста становили генуезці й італійці. Португальців було 20 %, іспанців — 16,5 %, євреїв — 15,5 %, британців — 13 % і вихідців із Менорки — 4 %. Молодий Бенджамін Дізраелі так описував мешканців Гібралтару: «маври у квітчастих, як веселка, костюмах, євреї в довгих одежах і ярмулках, генуезці, горяни і іспанці».
Гібралтар залишався не найздоровішим місцем через низьку санітарію і важкі умови існування. У місті періодично відбувалися епідемії жовтої гарячки і холери, жертвами яких ставали сотні містян і солдатів гарнізону. Епідемія у другому півріччі 1804 року забрала життя більше третини всього населення, як військового, так і цивільного. Лорд Нельсон у березні наступного року висловлював надію, що «жахлива кара минулої осені не повториться, а генерал Фокс спалив усі халупи в задній частині міста; і якщо з ними згоріла половина міста, може, воно і до кращого».

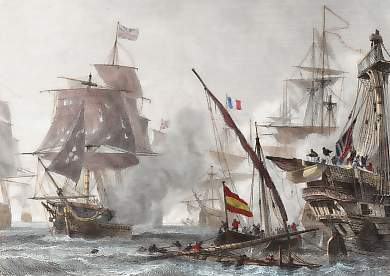
Битву в затоці Альхесирас (6 липня 1801 року) біля Гібралтару, на картині Algéciras, 6 Juillet 1801 Леона Морель-Фасьо

Під час війни проти Першої французької імперії Гібралтар спочатку виступав як база британського флоту, який здійснював блокаду портів Кадіс, Картахена і Тулон, а потім як перевалочна база, через яку здійснювалося постачання британських військ під час Піренейських воєн з 1807 по 1814 рік. Влітку 1801 року французька та іспанська ескадри зробили дві спроби прорвати блокаду і билися з британської ескадрою біля Гібралтару. Іспанцям це дорого коштувало: вони втратили два найбільших кораблі, які прийняли один одного за супротивника, зіткнулися і вибухнули, убивши майже 2000 моряків. Через два роки в Гібралтар прибув лорд Нельсон, зайнятий пошуками французької ескадри адмірала де Вільньова. Вони зустрілися в Трафальгарській битві, в результаті якої Нельсон був убитий, а Вільнев потрапив у полон. Прибувши в червні 1803 року, Нельсон керував блокадою французьких та іспанських портів, але деякий час провів на березі, в місті. 28 жовтня 1805 року в Гібралтар повернувся HMS Victory з тілом Нельсона; донесення адмірала Колінгвуда про перемогу в Трафальгарській битві і загибель Нельсона було надруковано у Gibraltar Chronicle, що стала першою газетою, яка оголосила про це світу (на два тижні раніше The Times).
Після Трафальгарської битви Гібралтар став великою базою постачання, що забезпечувала сили, які брали участь в іспанському повстанні проти Наполеона. Вторгнення французів в Іспанію в 1808 році вимагало від британського гарнізону Гібралтару перетнути кордон і знищити укріплення, які оточували затоку, а також старі оборонні споруди на перешийку, щоб виключити їх використання для облоги міста або блокування затоки з допомогою берегових батарей. Французькі війська дісталися до Сан-Роке на північ від Гібралтару, але не намагалися атакувати місто, вважаючи його неприступним. Вони обложили Таріфу, розташовану нижче на узбережжі, але через місяць відступили. З цього моменту Гібралтар не опинявся перед лицем воєнної загрози близько ста років.
У мирний час Гібралтар пережив великі зміни. Реформою керував генерал Джордж Дон, що зайняв пост губернатора в 1814 році. Руйнування, що були після Великої облоги, були давно усунені, але місто залишалося в цілому середньовічним, з вузькими вуличками і безсистемним плануванням. Відсутність сучасної каналізації була головною причиною епідемій, що часто траплялися в місті. Новий губернатор переробив систему каналізації, організував вуличне освітлення, перебудував Лікарню святого Бернарда, забезпечивши доступ до неї цивільному населенню, і почав будівництво Собору Святої Трійці, призначеного для протестантської громади. Вперше свою думку про управління містом змогли висловлювати цивільні. У 1817 році була заснована бібліотека, а торговий комітет, який захищав інтереси міських комерсантів, зміг отримати право дорадчого голосу в міській раді. Сама міська рада з'явився в 1821 році. У 1830 році Гібралтар отримав статус коронної колонії. У тому ж році заробила Поліція Гібралтару, створена за зразком лондонської Служби столичної поліції. Вищою судовою владою став Верховний суд, під юрисдикцію якого потрапили цивільні, кримінальні та змішані справи.
Економічне значення Гібралтару змінилося з винайденням пароплавів. Перший з них прибув у міський порт у 1823 році. Поява парового флоту привело до зміни торгових шляхів у Середземномор'ї. Гібралтар, який раніше виконував роль перевалочного порту, більшою мірою перетворився в пункт обслуговування пароплавів: забезпечення їх вугіллям, продовольством і вантажно-розвантажувальними операціями. І хоча Гібралтар став відігравати роль основного місця поповнення запасів вугілля на шляху в Александрію або до мису Горн, зміни в економіці призвели до тривалої депресії, яка тривала до кінця XIX століття. Потреба в робочій силі для відвантаження вугілля була такою, що Гібралтар був змушений залучати значну кількість іспанців. На місці іспанських укріплень вздовж кордону зросли нетрі, що перетворилися в робітниче селище Ла-Лінеа-де-ла-Консепсьйон. Мізерність економіки позначилася на зростанні чисельності населення, яка практично не змінювалася з 1830 по 1880 рік. Тим не менше, ситуація в Гібралтарі була кращою, ніж на півдні Іспанії, що страждав від убогості. Як наслідок, чисельність робітничого селища за той же період подвоїлася, і ще раз подвоїлося протягом наступних 20 років.

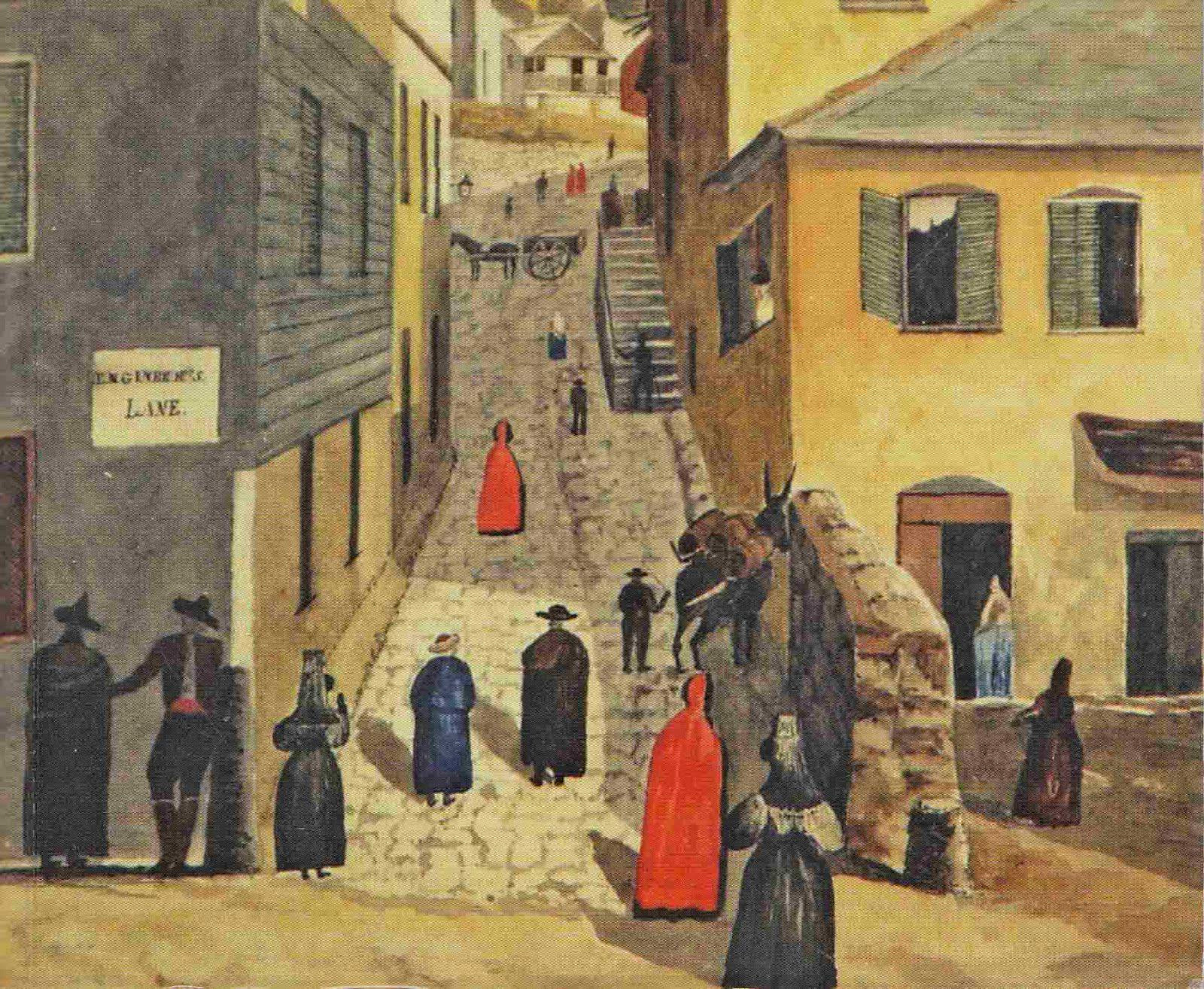
Касл-стріт у Гібралтарі на картині Фредеріка Лідса Едріджа (1833)

Письменник Річард Форд, який відвідав місто в середині XIX століття, у своєму путівнику по Іспанії зазначав у Гібралтарі «цікаве поєднання націй і одягу». За його словами, в цьому місті, що опинилося посередині між Європою, Азією й Африкою, кожна людина одягалася на свій лад і говорила своєю мовою, а все місто був антитезою іспанських міст: «все в русі, всі поспішають, і єдиний бог Гібралтару — мамона».
У XIX столітті Гібралтар зберігав загалом дружні стосунки з Іспанією. Британським солдатам заборонялося перетинати кордон, але офіцери вільно допускалися на іспанську територію. Тією ж свободою користувалося й цивільне населення міста, деякі навіть обзавелися нерухомістю в сусідньому Сан-Роке. Гарнізон завів британську традицію полювання на лисиць, у 1812 році провівши першу Royal Calpe Hunt за участю британських офіцерів і іспанської знаті. Головним каменем спотикання в цей час була контрабанда. Проблема набула іншого значення, коли Іспанія ввела мито на іноземні товари, прагнучи захистити власне промислове виробництво. Також високим податком була обкладена торгівля тютюном, що приносила іспанської скарбниці значний прибуток. Неминучим результатом цієї політики стало те, що Гібралтар, де тютюн коштував дешево, перетворився в центр його незаконних поставок. В умовах депресивної економіки контрабанда грала роль однієї з головних складових торгівлі; ірландський мандрівник середини XIX століття Мартін Хаверти назвав Гібралтар «великим джерелом контрабанди для Іспанії». Генерал Роберт Гардінер, який займав пост губернатора з 1848 по 1855 рік, у листі британському прем'єр-міністру Генрі Палмерстону так описував картину, яку міг спостерігати кожен день: «Відразу після відкриття воріт через них потоком йшли іспанські чоловіки, жінки й діти, коні й рідкісні вози, які продовжували рух містом, переходячи від магазину до магазину, приблизно до полудня. При вході вони мали звичайний для людини розмір, а на виході виявлялися укутаними товарами з бавовни, доповненими мішками з тютюном. В'ючні тварини і вози входили без нічого, а назад йшли, ледве пересуваючись під вагою своєї ноші. Іспанська влада виконувала свою роль у цьому русі, беручи хабарі з кожного, хто перетинав кордон — наміри людей і самі люди були їм добре відомі».

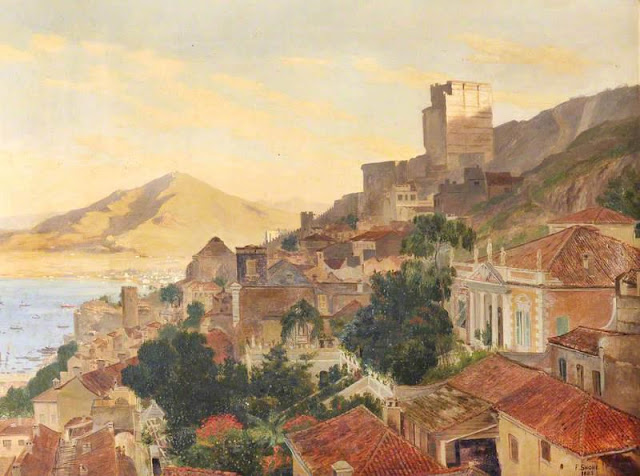
Вид на Гібралтар у північному напрямку на картині Фредеріка Вільяма Шора (1883)

Проблему контрабанди вдалося приглушити введенням мит на імпортні товари, що зробило їх менш привабливими для нелегальної торгівлі. Нове джерело доходу також дозволило зібрати кошти на поліпшення водопроводу й каналізації. Умови життя в Гібралтарі, незважаючи на проведені реформи, залишалися поганими. Полковник Соєр, який служив у гарнізоні Гібралтару в 1860-ті роки, описував місто як «осередок дрібних, переповнених жител з поганою вентиляцією і вогкістю», «понад 15 000 осіб тіснилися на просторі менше квадратної милі». Хоча в місті були прокладені стічні труби, літня нестача води робила їх практично даремними, а біднота іноді не мала коштів, щоб помитися. Один із лікарів стверджував, що вулиця частіше краща, ніж житла деяких бідняків Гібралтару. У 1865 році в місті запрацювала санітарна комісія, почалися роботи над новими системами водопостачання і каналізації, і це дозволило уникнути великих епідемій. У Гібралтарської скелі були облаштовані підземні сховища для води загальним об'ємом 22,7 млн літрів. Незабаром у місті з'явилися й інші муніципальні служби: у 1857 році організовано газопостачання, в 1870 місто отримало телеграфний зв'язок, у 1897 почалася електрифікація. У Гібралтарі отримала розвиток і освіта: у 1860 році в місті діяли 42 школи.
До кінця XIX століття жителі Гібралтару вперше були офіційно названі «гібралтарцями». Кількість корінних жителів міста лише в 1830 році вперше перевищила кількість містян, які народилися за його межами, але вже до 1891 року народжених у Гібралтарі виявилося 75 % від загального населення в 19 011 осіб. Виділення гібралтарців як окремої групи знадобилося через брак землі для будівництва будинків і необхідність контролювати кількість цивільних мешканців, оскільки Гібралтар у першу чергу залишався військовою фортецею. Декрети від 1873 і 1885 року постановляли, що дитина іноземних громадян не може народитися в Гібралтарі, ніхто з іноземців не може одержати право оселитися в Гібралтарі, і тільки народжені в Гібралтарі від самого початку мають право проживати в місті, іншим потрібен особливий дозвіл, за винятком тих, хто є службовцем Британської корони. Крім 14 244 гібралтарців у місті перебували 711 британців, 695 мальтійців і 960 вихідців з інших британських домініонів. Крім них 1869 осіб належали до іспанської нації, з яких 1341 були жінки. Португальці, італійці, французи й марокканці становили малу частину населення, що залишилася (близько 500 осіб).

### Початок XX століття

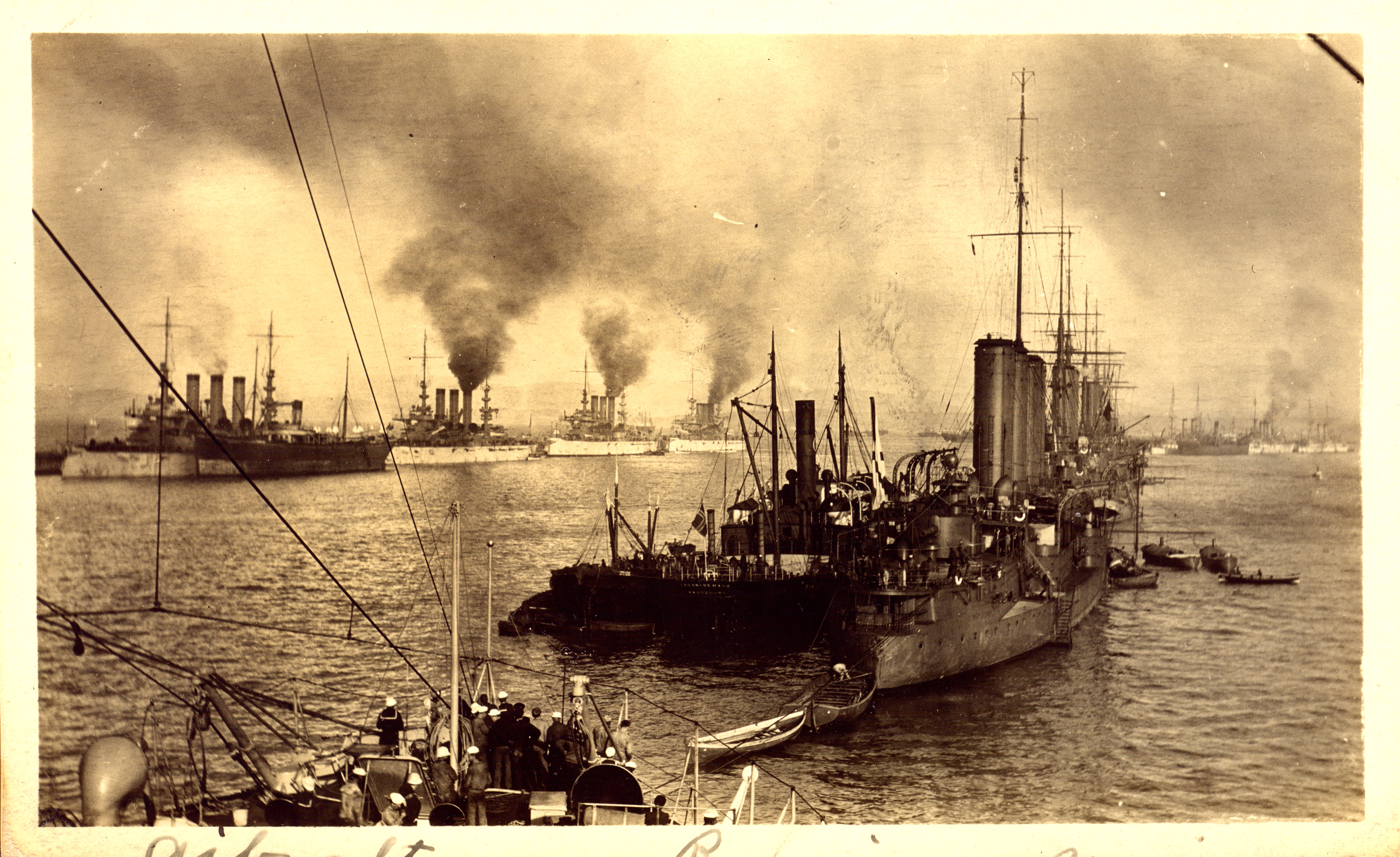
Американський Великий білий флот у Гібралтарській затоці (лютий 1909 року)

До кінця XIX — початку XX століття майбутнє Гібралтару як британської колонії опинилося під великим питанням. Економічне значення міста продовжувало знижуватися у міру появи все більш досконалих пароплавів, що мали велику дальність плавання і не потребували частого поповнення запасів палива. У свою чергу, розвиток військових технологій поставив під сумнів військове значення Гібралтару. Нові далекобійні гармати легко діставали до міста як з протилежного краю затоки, так і з глибини материковій частині Іспанії, а впровадження торпед зробило вразливими і судна, що знаходяться в бухті на якірній стоянці. Гарнізон був здатний утримувати місто довгий час, але при окупації ворогом іспанського узбережжя Гібралтар втрачав можливість постачання морем, як це було під час Великої облоги 120 років тому.
Пропозицію, що надійшла з боку Іспанії, обміняти Гібралтар на Сеуту, розташовану на протилежному березі Гібралтарської протоки, було після розгляду відкинуто. Остаточне рішення постановляло, що стратегічна вигода від військово-морської бази в Гібралтарі переважує її потенційну вразливість з боку материка. З 1889 року почалося нарощування Королівського військово-морського флоту, і Гібралтар, поряд з Мальтою, отримав нову, захищену від торпед гавань, а також збільшені й модернізовані доки. У будівництві брали участь близько 2200 осіб, а вартість робіт сумарно досягла 5 млн фунтів (понад 470 млн фунтів у цінах 2013 року). У результаті реформ, які проводив перший морський лорд Джон Арбетнот Фішер, Гібралтар перетворився в базу Атлантичного флоту Великої Британії. В очах британської громадськості Гібралтар залишався, як писали газети, «символом морського панування Великої Британії, символом створеної імперії, який, у більшій мірі, ніж Британський лев або Джон Булль, демонстрував міць і престиж Британії всьому світу».
Цінність гібралтарської військово-морської бази стала очевидною після початку Першої світової війни 1 серпня 1914 року. В ніч з 3 на 4 серпня Велика Британія оголосила війну Німеччині, і вже через кілька хвилин після цього торпедний катер із Гібралтару захопив німецький лайнер, а на наступний день здобиччю британців стали ще три кораблі. Незважаючи на відносну віддаленість від Гібралтару місця основних бойових дій — Іспанія дотримувалася нейтралітету, і бої в Середземному морі не велися — він зіграв важливу роль у Битві за Атлантику. Велика Британія та її союзники інтенсивно використовували базу для ремонту і поповнення запасів. Гібралтарська затока часто виступала як точка збору військових конвоїв, а німецькі підводні човни, у свою чергу, прочісували протоку в пошуках цілей. Двічі гармати Гібралтару відкривали вогонь по субмаринах, які проходили через протоку, але в обох випадках результату не досягли. Протичовнова оборона знаходилася в зародковому стані, і перешкодити підводним човнам подолати протоку гібралтарці не мали можливості. За два дні до закінчення війни, 9 листопада 1918 року, німецька підводний човен UB-50 торпедував біля мису Трафальгар на захід від Гібралтару броненосець «Британія», який затонув через 2,5 години.
Повернення мирного часу неминуче означало зниження військових витрат, але їх втрата компенсувалася різким збільшенням кількості вантажних і пасажирських кораблів, що проходили через Гібралтар. Британські лайнери курсували за маршрутами в Індії та Південній Африці й зазвичай заходили в Гібралтар. Те ж саме робили французькі, італійські та грецькі судна, що здійснювали сполучення з Америкою. Поряд із постачанням вугіллям порт став надавати заправку нафтою. У 1933 році на перешийку з'явилося льотне поле. Перетворення пережив і суспільний устрій: у 1921 році були утворені виконавча та міська ради, що мали право подавати запити губернатору. Їх поява стала одним із перших кроків на шляху до самоврядуванню території.
У липні 1936 року в Іспанії почалася громадянська війна. Це створило пряму загрозу для Гібралтару, оскільки місто опинилося в самому епіцентрі подій: військовий заколот почався в Іспанському Марокко та незабаром перекинувся через протоку в Європу. Націоналісти захопили район біля Альхесіраса, і республіканці неодноразово намагалися повернути цю територію. Бої безпосередньо не торкнулися Гібралтару, але наслідки позначилися і на ньому. Приблизно 10 000 людей шукали притулок у місті, що викликало помітне перенаселення. Королівський флот в рамках політики невторгнення припиняв спроби надання військової допомоги сторонам конфлікту, що йшла від інших країн. У травні 1937 року один з кораблів, що здійснювали блокаду, есмінець «Хантер», підірвався на встановленій націоналістами міні. Тоді загинуло вісім осіб, а пошкоджене судно довелося відбуксирувати в Гібралтар. Громадськість Гібралтару через війну в Іспанії розкололася на два табори: британська адміністрація, Англіканська і Католицька Церкви, а також заможні гібралтарці, підтримували націоналістів; робочий клас став на бік республіканців. Європа поступово рухалася до нової всезагальної війні, і британський уряд вирішив зміцнити оборону Гібралтару, для чого в березні 1939 року були сформовані Гібралтарські сили оборони (в даний час — Королівський гібралтарський полк), а також підготувати військово-морську базу до прийому останнього покоління лінкорів та авіаносців.

### Друга світова війна

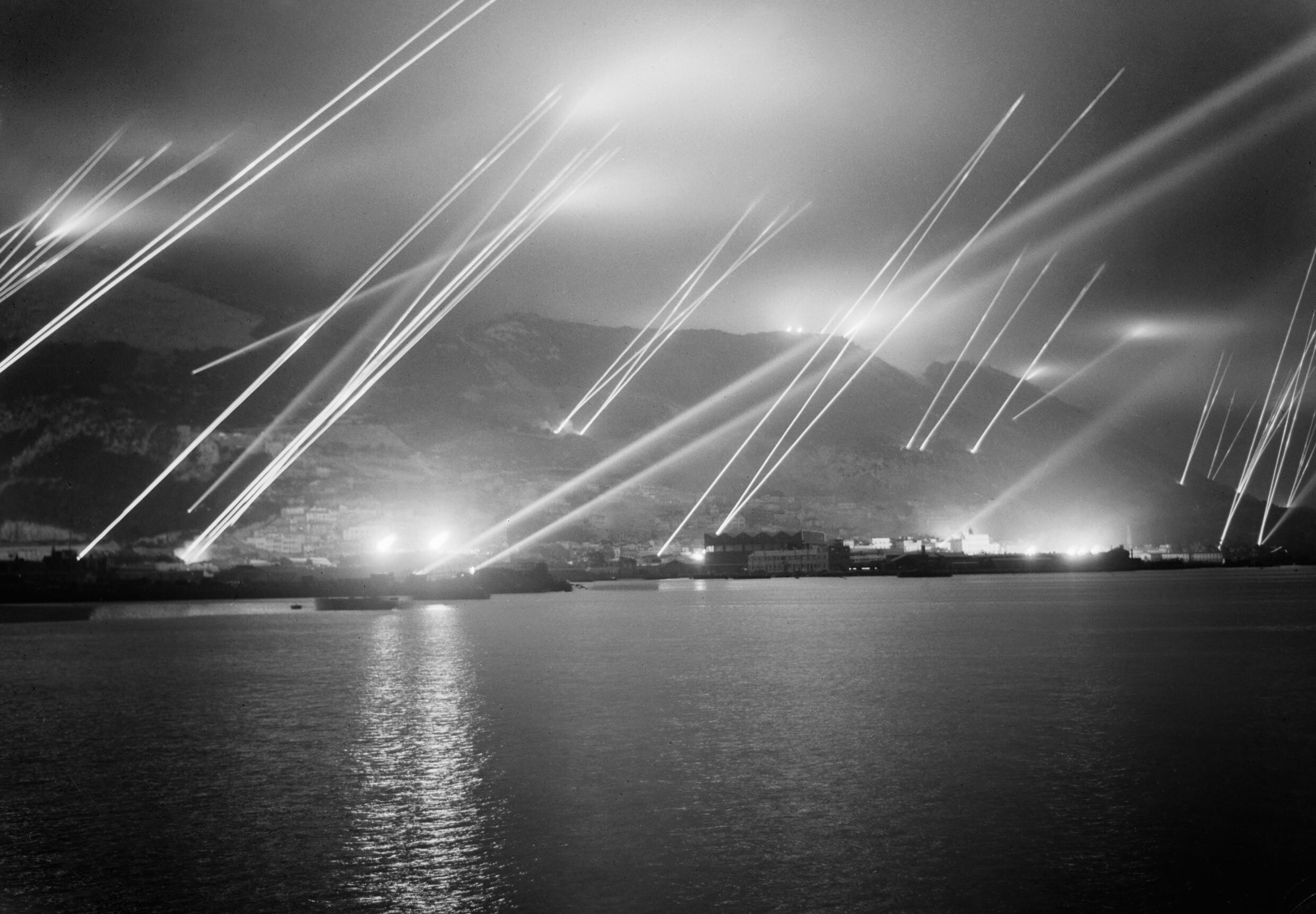
Прожектори протиповітряної оборони на Гібралтарській скелі (20 листопада 1942 року)

Друга світова війна, що вибухнула 1 вересня 1939 року, спочатку не торкнулася Гібралтару: Іспанія та Італія зберігали нейтралітет. Різке погіршення ситуації почалося у квітні 1940 року, коли Німеччина напала на Францію. У червні до бойових дій приєдналася Італія. Побоюючись приєднання до війни Іспанії, британський уряд у травні 1940 року оголосив повну евакуацію цивільного населення Гібралтару. Більшість мешканців переїхало у Велику Британію, меншість надала перевагу Мадейрі й Ямайці, деякі обрали власний шлях і переселилися в Танжер і Іспанію. У місті почалася інтенсивна підготовка до оборони, що включала прокладання тунелів у скелі і зміцнення захисних споруд. У результаті було побудовано понад 48 км підземних проходів і організовано багато позицій протиповітряних батарей. На військово-морській базі було сформовано новий потужний підрозділ — З'єднання H, завданнями якого ставали захист Гібралтарської протоки і підтримка сил союзників у Північній Африці, середземномор'ї та Атлантиці. Площу льотного поля, що отримало нове позначення RAF North Front, було збільшено за рахунок ґрунту, що утворився під час прокладання тунелів, воно стало здатним приймати бомбардувальники. Різко зросла кількість солдатів гарнізону, яка до 1943 року досягла 17 000 чоловік. За рахунок корабельного угруповання до них додалися ще 20 000 чоловік.
Гібралтар зіграв ключову роль у Битві за Атлантику. Після падіння Франції в червні 1940 року Велика Британія сформувала систему конвоїв, що курсували між Північною Америкою і Британськими островами (маршрут «схід-захід») і між Великою Британією, Гібралтаром і Фрітауном в британській колонії Сьєрра-Леоне (маршрут «північ-південь»). Гібралтар ще до війни використовувався як основне місце збору конвоїв, що прямували в Європу, а з кінця 1942 року він став пунктом призначення конвоїв зі Сполучених Штатів, які забезпечували постачання сил союзників у Середземномор'ї, Північній Африці, Італії та на Сицилії. Величезна кількість військ і військових вантажів пройшла цим маршрутом: з листопада 1942 по серпень 1945 року з США в Гібралтар і назад було проведено 11 119 кораблів у 189 конвоях, з грудня 1942 по березень 1945 року доставлено 536 134 осіб.
Гібралтар неодноразово зазнавав ворожих атак, як прямих, так і прихованих. У вересні 1940 року удари по місту завдавали бомбардувальники вішістської Франції, час від часу здійснювала нальоти дальня авіація Італії та Німеччини, однак завданий збиток був несуттєвим. Позиція Іспанії змінилася незначно: генерал Франко змінив нейтралітет на «неучасть у війні», що на практиці означало можливість для країн «осі» проводити таємні операції проти Гібралтару з іспанської території. Незважаючи на готовність не помічати діяльність німців та італійців у районі Гібралтару, Франко тим не менш відмовився брати участь у запланованій Гітлером операції «Фелікс», метою якої ставилося захоплення Гібралтару. Головною причиною цього рішення була залежність Іспанії від поставок продовольства, так як розорена громадянською війною країна не могла себе прогодувати. Вона покладалася на постачання зерна з Північної і Південної Америки, які негайно припинилися б, якби Франко вступив у війну на боці Німеччини. Зрештою, Гітлер відмовився від захоплення Гібралтару і зосередив увагу на Югославії і Радянському Союзі.
Німецькі та італійські диверсанти постійно вишукували можливість завдати удару по Гібралтару. Італійці кілька разів атакували кораблі в бухті Гібралтару, використовуючи керовані людиною торпеди й водолазів, які прямували на завдання з іспанського узбережжя. В результаті було пошкоджено кілька торговельних суден, один корабель затонув. Німецький Абвер завербував трьох іспанців для шпигунства і диверсій у Гібралтарі, вони були спіймані в 1942-1943 роках і повішені. Загроза Гібралтару значно зменшилася після виходу з війни Італії у вересні 1943 року.
Із цього моменту не залишилося причин перешкоджати поверненню біженців у рідне місто. У листопаді було створено відповідний комітет, який 8 лютого 1944 року погодив порядок репатріації. Перша група з 1367 осіб повернулася в Гібралтар із Великої Британії 6 квітня 1944 року, 28 травня прибули перші біженці, які перебували на Мадейрі, де до кінця року залишилося лише 500 осіб, що не потрапили в пріоритетний список. Частина гібралтарців, спрямованих у Лондон, були змушені повторно змінити місце перебування через необхідність розмістити солдатів, що поверталися з війни. Біженців направили в Шотландію та Північну Ірландію.

### Післявоєнний Гібралтар

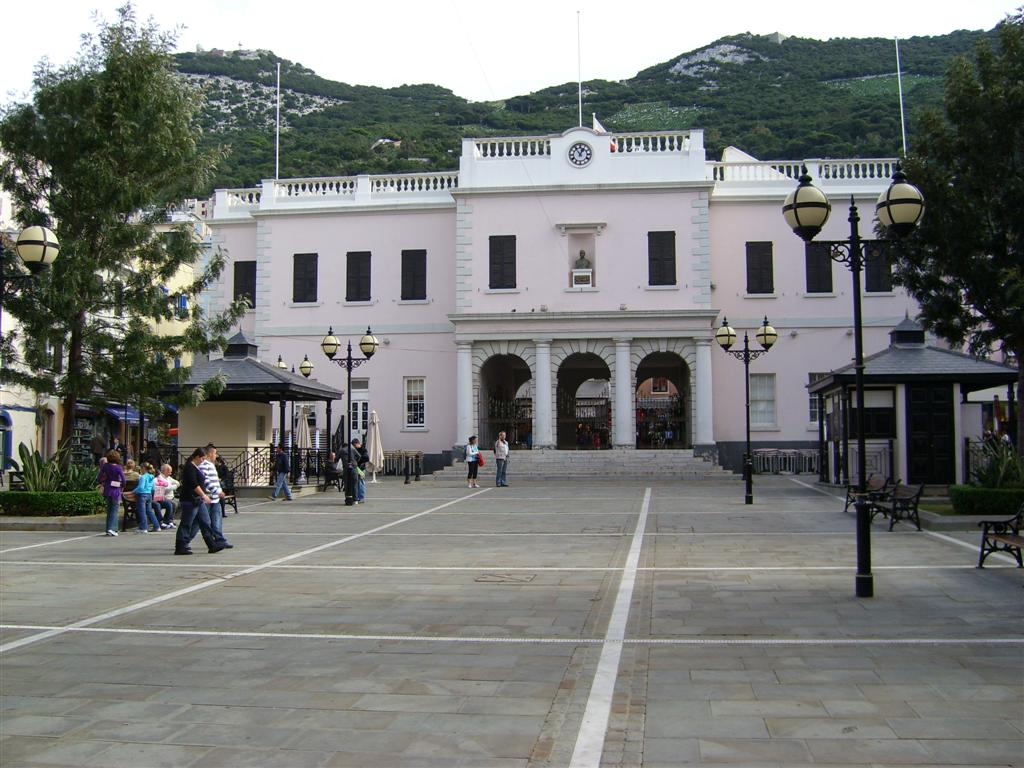
Асамблея Гібралтару

Гібралтарці, що опинилися в таборах тимчасового розміщення в Північній Ірландії, чекали свого повернення додому до лютого 1951 року. Однією з причин затримки була нестача кораблів, що в першу чергу перевозили війська, які поверталися з щойно закінченої війни. Іншою, серйознішою перешкодою, стала нестача будинків. Щоб вирішити проблему, гарнізон міста був переведений у південну частину півострова, а вивільнені будівлі надали репатріантам. Вступила в дію програма будівництва житла, але її швидкому здійсненню заважав дефіцит будівельних матеріалів. До 1969 року було побудовано або добудовувалося понад 2500 квартир.
У повоєнний час Гібралтар зробив рішучі кроки у бік внутрішнього самоврядування. Асоціація захисту цивільних прав (AACR), очолювана адвокатом Джошуа Хасаном, в 1945 році перемогла на місцевих виборах і зайняла всі місця в міській раді. У 1947 році право голосу отримали жінки, а в 1950 з'явилася законодавча рада Гібралтару. До 1955 року в колонії сформувалася двопартійна система: утворилася опозиційна AACR Партія співдружності (вже через два роки вона була розпущена, і на вибори її місце зайняло місцеве відділення британської профспілки TGWU). У тому ж році Хасан став першим мером міста. Однак британський губернатор, як і раніше зберігав всю повноту влади і міг блокувати рішення законодавчої ради. Це неминуче призводило до протиріч, якщо рада і губернатор відстоювали протилежні точки зору, проте в 1964 році британський уряд погодився обмежити юрисдикцію губернатора питаннями оборони, безпеки й міжнародних відносин. У 1968 році з'явилася нова конституція Гібралтару, яка почала діяти з 1969 року. Вона об'єднувала міську та законодавчу ради в один орган — Асамблею (з 2006 року стала Парламентом Гібралтару), яка складалась з 15 обраних депутатів, двох представників, що призначаються, і спікера. Колишнє найменування — «Колонія Гібралтар» було замінене на «Місто Гібралтар».
Післявоєнні взаємини Гібралтару з Іспанією захмарювалися суперечкою про належність території, яка знову розгорілася. Хоча з 1783 року Іспанія не намагалася силою повернути Гібралтар, його суверенний статус залишався під питанням. Протягом усього XIX століття контрабанда та морські кордони періодично ставали предметом дипломатичних розбірок. Тоді ж виникли тертя, що стосувалися нейтральній території на перешийку — смуги шириною близько 1 км (дальності гарматного пострілу для 1704 року). З часом Британія поступово займала цю територію, що викликало постійні протести з боку Іспанії. В даний час на цій землі розташований аеропорт Гібралтару.

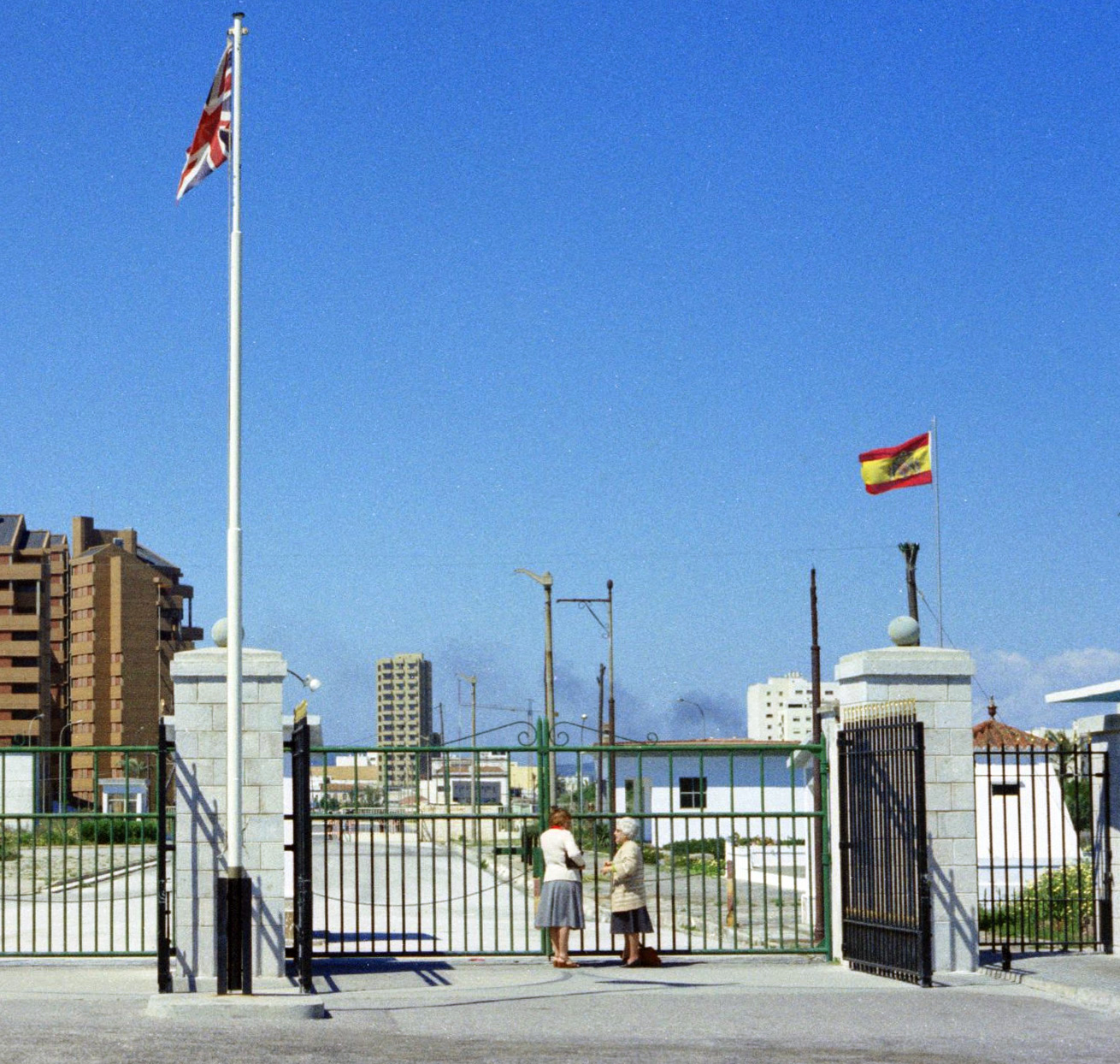
Закриті ворота на кордоні Гібралтару й Іспанії (1977)

Спроби повернути Гібралтар під іспанську владу здобули новий ґрунт завдяки кампанії ООН з деколонізації, розпочатої в 1946 році. Того року Британія склала список заморських територій, що підпадають під нову політику, включивши до нього і Гібралтар. Однак статус міста не був змінений через унікальне становище, в якому він перебував за Утрехтським мирним договором: він міг належати тільки Британії чи Іспанії і не міг бути незалежним. Уряд Франко вважав, що Британія захоче позбутися від обтяжливого володіння, що втратило військову цінність, однак, як виявилося, це була в корені хибна думка. Британський уряд дотримувався політики надання своїм колоніям права самоврядування з подальшою можливістю набуття ними незалежності. Майже в усіх випадках країни обирали шлях незалежних республік. Однак для Гібралтару такого варіанту не існувало за договором, і Британія могла лише передати місто Іспанії. Гібралтарці категорично не приймали подібний результат: організований у 1967 році референдум показав, що 12 138 учасників референдуму виступають за британську владу і тільки 44 людини підтримують об'єднання з Іспанією. Іспанія відмовилася визнати результати плебісциту, назвавши жителів міста «псевдогібралтарцями», а до справжніх гібралтарців зарахувавши тільки нащадків іспанців, які жили в місті понад 250 років тому.
Спершу розбіжності набували форми символічного протесту, дипломатичних демаршів і кампаній у державній пресі. Але з 1954 року Іспанія ввела жорсткі обмеження на торгівлю та переміщення через кордон людей і транспорту. Тиск посилився в 1964 році, а в 1966 кордон закрили для проїзду автомобілів. У 1969 році, після введення в дію нової конституції Гібралтару, що викликало сильне неприйняття з боку Іспанії, кордон був повністю перекритий і відрізані всі лінії зв'язку Гібралтару, які йшли через Іспанію.
Рішення Іспанії мало серйозні наслідки не тільки для відносин між державами, але торкнулося і простих громадян Гібралтару: багато мали родичів і нерухомість на іспанській території. Як писав один з гібралтарців, близьким людям, які опинилися по різні сторони прикордонного паркану, доводилося кричати через смугу, що розділяла країни, щоб просто розповісти про стан родичів, оскільки телефонний зв'язок не працював; гібралтарські домогосподарки налаштовували приймачі на місцеву іспанську радіостанцію, щоб почути новини про хворих близьких і, в разі критичної ситуації, терміново плисти в Танжер, іноді лише для того, щоб запізнитися навіть на похорон.
Смерть Франко в 1975 році дозволила почати дипломатичне зближення Британії та Іспанії щодо питання Гібралтару. Іспанія подала заявку на вступ у Європейське економічне співтовариство (ЄЕС) і НАТО, задоволення якої потребувало схвалення з боку Великої Британії. У 1980 році переговори між міністрами Великої Британії та Іспанії завершилися укладенням Лісабонських угод, за якими країни починали співпрацю і висловлювали готовність розпочати обговорення проблеми Гібралтару, одночасно знімаючи всі обмеження, що стосуються ліній зв'язку. Британія обіцяла «поважати вільне й демократичне вираження бажання мешканців Гібралтару», однак прем'єр-міністр Маргарет Тетчер зазначила у Палаті громад, що на порядок денний ставиться питання про незалежність, на відміну від колишньої політики. Іспанський кордон, тим не менш, залишився закритим через «технічні причини», за якими ховалися розбіжності між країнами. Лісабонські угоди були негативно сприйняті багатьма гібралтарцями, які не бажали обговорень свого суверенітету і вказували на те, що їхнє представництво на переговорах було недостатнім. Через вибух у 1982 році Фолклендської війни переговорний процес зупинився. Аргентина здійснила секретну операцію, метою якої ставилося потоплення британського фрегата в бухті Гібралтару, але іспанська поліція зірвала ці плани. У 1984 році Великій Британії та Іспанії вдалося досягти нових угод, що доповнювали Лісабонські і дозволяли іспанцям селитися в Гібралтарі (що і без того гарантувалося їм як громадянам ЄЕС). На початку лютого 1985 року кордон між Гібралтаром і Іспанією знову відкрився.

### Сучасний Гібралтар

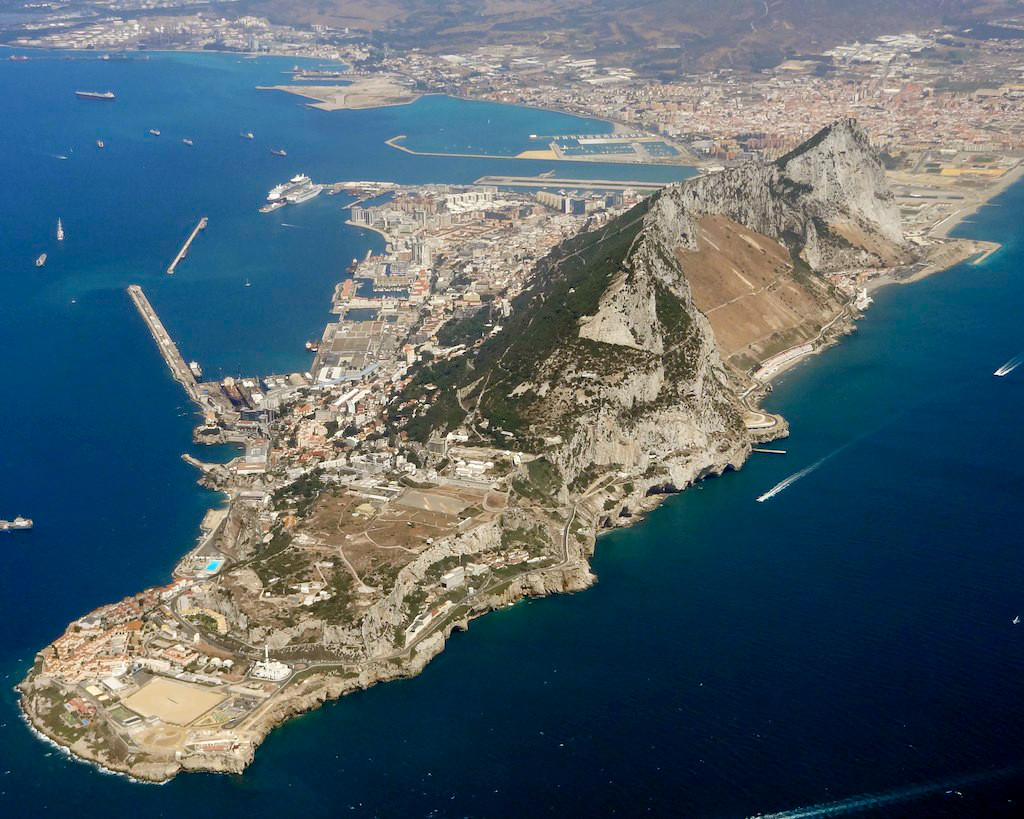
Вид на Гібралтар з висоти пташиного польоту (2011)

Після відкриття кордону Велика Британія зменшила військову присутність на півострові. Припинила роботу військова верф, зменшилася кількість повітряних сил. Аеропорт, що зберіг статус військово-повітряної бази, тепер не був місцем постійного базування бойових літаків. Гарнізон Гібралтару, що постійно перебував у місті з 1704 року, в 1990 покинув його в межах політики зниження витрат у зв'язку із закінченням Холодної війни. Військові підрозділи, що залишилися, входили до складу Британських сил у Гібралтарі, а функції гарнізону перейшли Королівському гібралтарському полку, який набирають з числа місцевих жителів. Військово-морські сили скоротилися до Гібралтарської ескадри, завданням якої стало забезпечення безпеки в територіальних водах. У березні 1988 року військові провели в місті операцію проти Тимчасової Ірландської республіканської армії (PIRA), яка готувала вибух у Гібралтарі, в результаті якої було вбито три члени PIRA.
Скорочення військових витрат неминуче вело до серйозних наслідків для Гібралтару, який до цього моменту багато в чому покладався на оборонне фінансування. Місцеве самоврядування було змушене змінювати економічну модель, переносячи увагу на підтримку туризму і переведення міста на самозабезпечення. Туристичну привабливість міста вирішили підвищити з допомогою ремонту та переоформлення фасадів будівель, а також створення пішохідних зон навколо ключових пам'яток. Було збудовано новий пасажирський термінал для круїзних суден, відкриті марини та місця відпочинку. До 2011 року Гібралтар щороку відвідували понад 10 мільйонів туристів, що при населенні в 29 752 особи зробило місто одним з світових лідерів за співвідношенням туристів і місцевих жителів.
Уряд Гібралтару здійснив дії, спрямовані на підтримку таких галузей економіки, як фінансові послуги, безмитна торгівля, казино й азартні ігри в інтернеті. У місті з'явилися британські торговельні мережі, що повинно було збільшити приплив експатріантів, які розташовані на Коста-дель-Соль. Щоб збільшити територію під потреби зростаючої економіки, була запущена велика програма з перетворення частини морської акваторії в сушу. До тепер десята частина площі міста створена штучно.
Вжиті урядом кроки виявилися вельми успішними. У 2007 році головний міністр Пітер Каруана заявив, що економічні перетворення зробили Гібралтар однією з найбагатших спільнот у світі. У 2008—2013 роках Гібралтар посідав друге місце серед найбільш процвітаючих територій Європейського союзу і 20 місце у світі за обсягом валового внутрішнього продукту на душу населення з урахуванням паритету купівельної спроможності (Велика Британія, для порівняння, займала 34 місце, а Іспанія — 47).
Трансформації зазнала й політична система Гібралтару: нині провідними партіями є Гібралтарські соціал-демократи (заснована в 1989 році; спочатку консервативна партія, що змістилася до лівоцентристських позицій), Соціалістична лейбористська партія Гібралтару (заснована в 1978 році на базі Демократичного руху і профспілок; дотримується ідей демократичного соціалізму і самовизначення Гібралтару) і союзна їй Ліберальна партія (заснована в 1991 році). Альянс Соціалістичної лейбористської і Ліберальної партій у 2011 році змінив у владі соціал-демократів, що  правили з 1996 року.
У 1993 році в Гібралтарі декриміналізовано гомосексуальні відносини. А в 2014 році одностатевим сім'ям було надано право укладати цивільні партнерства.
Взаємовідносини з Іспанією залишаються для Гібралтару чутливим питанням. У 2002 році Велика Британія й Іспанія виробили проект угоди, за якою обидві держави могли б здійснювати спільне управління Гібралтаром, однак цьому варіанту противився уряд Гібралтару. Питання було винесено на референдум 2002 року, за результатами якого (17 000 голосів проти (98,97 %) і тільки 187 голосів за) пропозицію відхилили. Британія та Іспанія результати референдуму не визнали, як такі, що не мають законної сили, однак подальші переговори в цьому напрямку були зупинені, а Британія заявила, що подібні рішення не можуть бути втілені в життя без згоди гібралтарців.
У серпні 2004 року в Гібралтарі пройшли святкування з нагоди 300-річчя переходу під британське володарювання, що викликало критику з боку Іспанії. У вересні 2006 року відбулися тристоронні переговори з участю Іспанії, Гібралтару та Великої Британії, в результаті яких було підписано Кордовську угоду, завдяки чому спрощувався перетин іспано-гібралтарського кордону, поліпшувалися транспортні й комунікаційні можливості. Одним із важливих досягнень стало зняття обмежень на прийом аеропортом Гібралтару іспанських літаків. Питання суверенітету на переговорах не порушувалося. У тому ж році вступила в дію нова конституція Гібралтару, прийнята більшістю 60,24 % голосів на референдумі, що відбувся 30 листопада 2006 року.